# Tallin
Tallin (en estonio: Tallinn [ˈtɑlʲˑinˑ]) es la capital de la República de Estonia y del condado de Harju. Ocupa una superficie de 159.3 km² en los que habitan 446 055 habitantes, lo que la convierte en la ciudad más poblada de Estonia y su principal puerto. Está situada en la costa norte del país, a orillas del golfo de Finlandia, 80 km al sur de Helsinki.
Tallin es el centro político y económico del Estado. La ciudad alberga la sede del Riigikogu (Parlamento de Estonia), el palacio presidencial y los ministerios. Además, en ella se encuentran radicadas la bolsa y las principales empresas del país. La ciudad surgió como un puerto comercial en la ruta marítima que unía Europa occidental con Rusia y conoció su máximo apogeo como ciudad hanseática en plena Edad Media. Después de la restauración de la independencia de Estonia en 1991, Tallin ha resurgido, esta vez a través de una apuesta decidida por las nuevas tecnologías.

## Etimología
Históricamente conocida por su antiguo nombre Reval, (véase el nombre en distintos idiomas), Tallinna reemplazó al anterior nombre de Reval en 1918, cuando Estonia logró la independencia. A principios de la década de 1920 esta denominación fue modificada, pasando a ser Tallinn, caso excepcional en el idioma estonio, donde los topónimos de las poblaciones siempre terminan en vocal. Aún existe confusión en algunos hablantes extranjeros sobre este término, confusión sostenida por el hecho de que en estonio el caso genitivo de esta palabra termina con el sufijo –a, así tenemos que el Aeropuerto de Tallin se llama, Tallinna Lennujaam.
La terminación –linna, como en germánico -burg y en eslavo -grad o -gorod significaba originalmente «fortaleza», aunque posteriormente se utilizó como sufijo en la formación de los nombres de ciudad. De hecho, en estonio linn(a) significa ciudad.
Se debate el origen del nombre Tallinn, pero se sabe que es de origen estonio. Según la teoría más aceptada deriva de Taani-linn, que significa «ciudad danesa» término que se justifica en la primera construcción de una fortaleza en la colina de Toompea por los daneses; otras teorías afirman que procede de Talu linn, que significa «ciudad de la agricultura», o de tali-linna que viene a significar «ciudad de invierno».
La ciudad tiene varios nombres históricos. El nombre de Reval es utilizado por los alemanes y los suecos para designar a Tallin, y fue una de las denominaciones oficiales de la ciudad hasta principios del siglo XX. Este nombre se origina en el siglo XIII y procede del nombre del antiguo condado de Rävala que ocupaba el norte de la actual Estonia. Existen otros nombres antiguos para designar a Tallin, especialmente significativos son Lindanisse y sus variantes, Lyndanisse en danés, Lindanäs en sueco y Ledenets en antiguo eslavo eclesiástico.

## Historia
Se cree que la costa sur del golfo de Finlandia estaba habitada por tribus ugrofinesas desde el segundo milenio a. C.
La primera mención de Tallin aparece en una obra del cartógrafo almorávide Muhammad al-Idrisi. En este mapa, que data del año 1154, la población aparece bajo el nombre de Kaluria, y es descrita como una pequeña ciudad o fortaleza.
Tallin adquirió importancia como puerto estratégicamente situado entre Escandinavia y Rusia, ello convirtió a la ciudad en objetivo de las órdenes religioso-militares germánicas y del Reino de Dinamarca durante el periodo de las Cruzadas Bálticas, a principios del siglo XIII.

### Periodo danés
Tallin y el norte de Estonia cayeron en poder danés en el año 1219, tras la batalla de Lyndanisse. Según las crónicas, los estonios resistieron ferozmente el asedio que el rey Valdemar II de Dinamarca impuso sobre la ciudad, aunque finalmente el rey danés consiguió la captura de la plaza. Los daneses construyeron una fortaleza en la colina de Toompea.

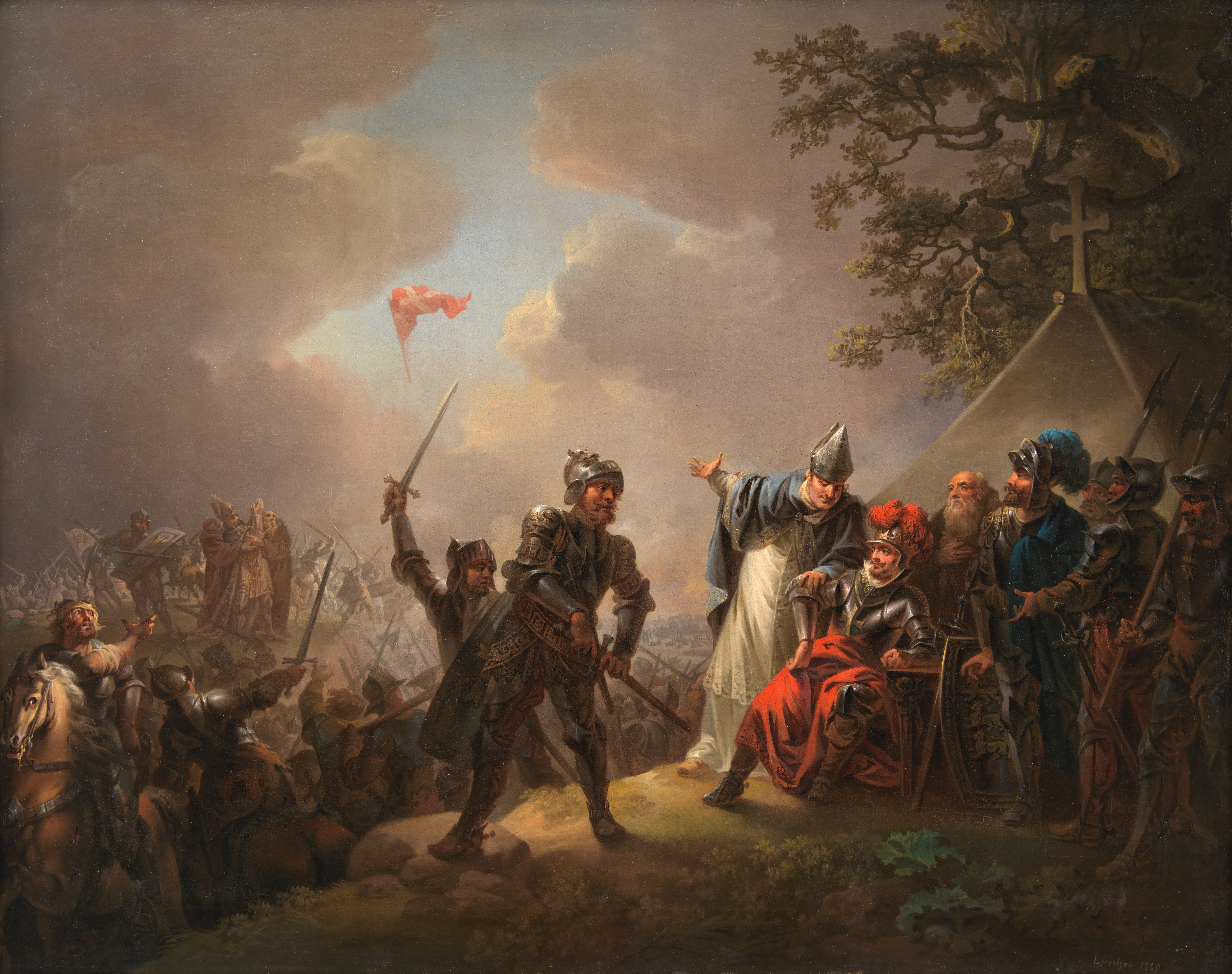
El Dannebrog cayendo del cielo durante la batalla de Lyndanisse. Christian August Lorentzen.

Sin embargo, el poder danés no se pudo mantener durante mucho tiempo debido a la oposición local, que asedió Toompea en 1220 y 1223, y a la expansión de los alemanes a través de los Hermanos Livonios de la Espada, quienes en 1227 conquistaron Tallin, construyendo en Toompea la primera fortaleza de piedra. Posiblemente con el objetivo de consolidar el poder alemán frente a los vasallos locales, en 1230 llegaron a la ciudad provenientes de Visby, ciudad de la isla de Gotlandia, un grupo de comerciantes alemanes que fundaron bajo la fortaleza una colonia de unos 200 miembros. El acta fundacional de esta no ha llegado hasta nuestros días pero probablemente este sea el momento en el que se comenzó a levantar la ciudad baja, que con el nombre de Reval constituyó una entidad separada de la ciudad alta o Toompea.
En 1236 los Hermanos Livonios sufrieron una estrepitosa derrota ante los lituanos y sengalos en la batalla de Saule, lo que precipita su unión al año siguiente con la Orden Teutónica. Debido al tratado de Stensby los Hermanos Livonios devolvieron Tallin junto al resto de Harju y Vironia a Dinamarca en 1238. Durante este periodo los daneses construyeron un castillo en Domberg (Toompea). Igualmente se estableció un obispado dependiente del Arzobispado de Lund.
En 1248, los vasallos y ciudadanos de Tallin ya poseían un órgano legislativo local, el Ritterschaft. En 1285 la ciudad se convirtió en el miembro más septentrional de la Liga Hanseática, organización controlada por los alemanes, a la que pertenecería hasta 1865. Tallin experimentó un rápido crecimiento económico al convertirse en un puerto clave de la Liga Hanseática entre Nóvgorod y Occidente. Se transportaban pieles, miel, cuero y grasa de foca hacia el oeste y sal, arenques, telas y vino hacia el este. Además, la lengua alemana comenzó a adquirir una preponderancia que no perdería hasta 1889 cuando dejó de ser oficial en Tallin.

### Periodo alemán
En 1343 los campesinos estonios se levantaron contra la dominación extranjera en las revueltas conocidas como el Levantamiento de la noche de San Jorge, en las que Tallin fue asediada por los estonios. Estas revueltas, finalmente sofocadas por los Caballeros Teutónicos, supusieron el declive final del poder danés. Tres años más tarde vendieron su territorio en Estonia a la Orden Teutónica por 1000 marcos; con esto los germanos sumaban el dominio político al económico que ya poseían, gracias a la Liga Hanseática. A Dinamarca únicamente le quedó el poder eclesiástico dirigido desde Lund.

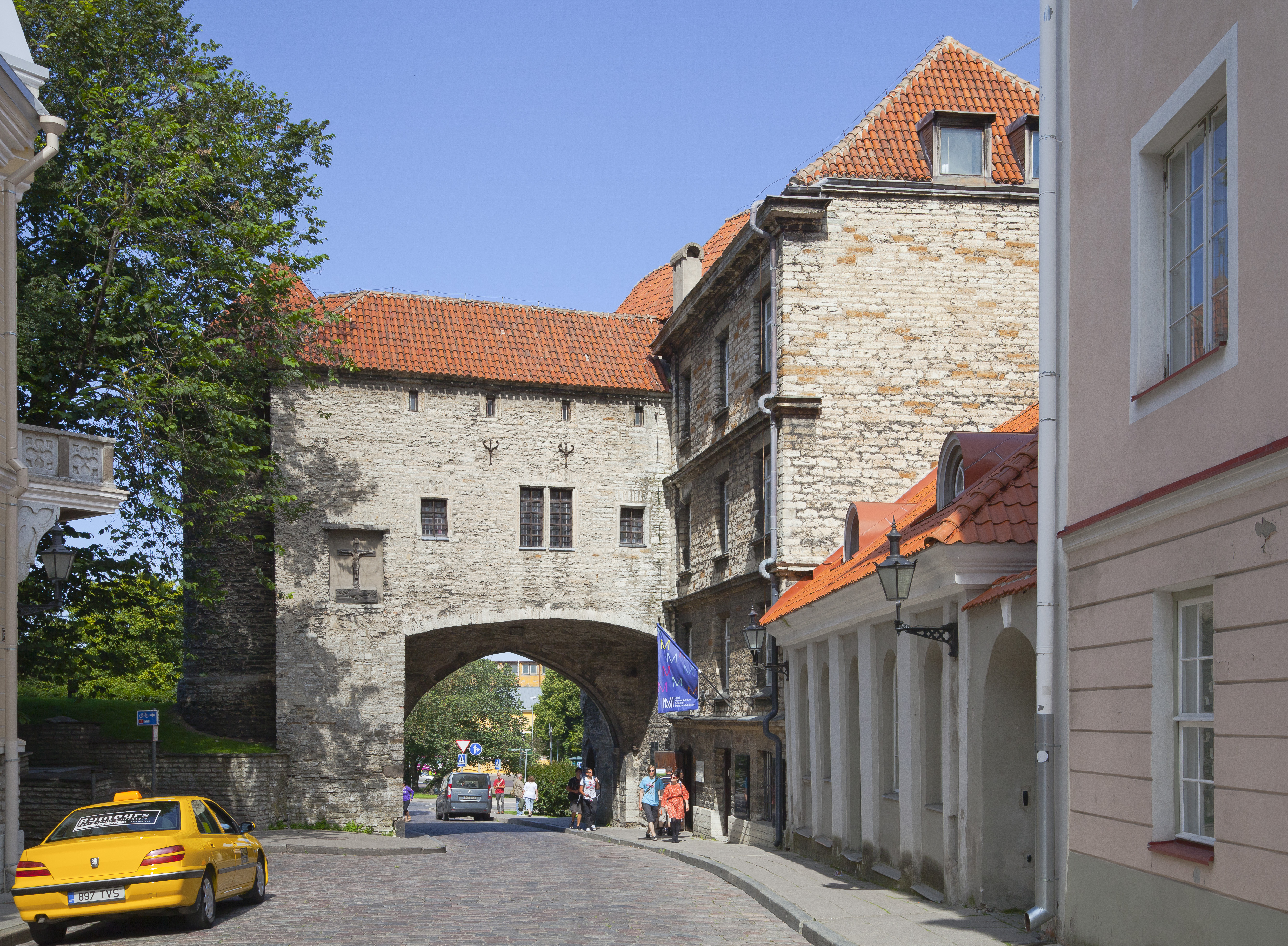
Puerta vieja de Tallin.

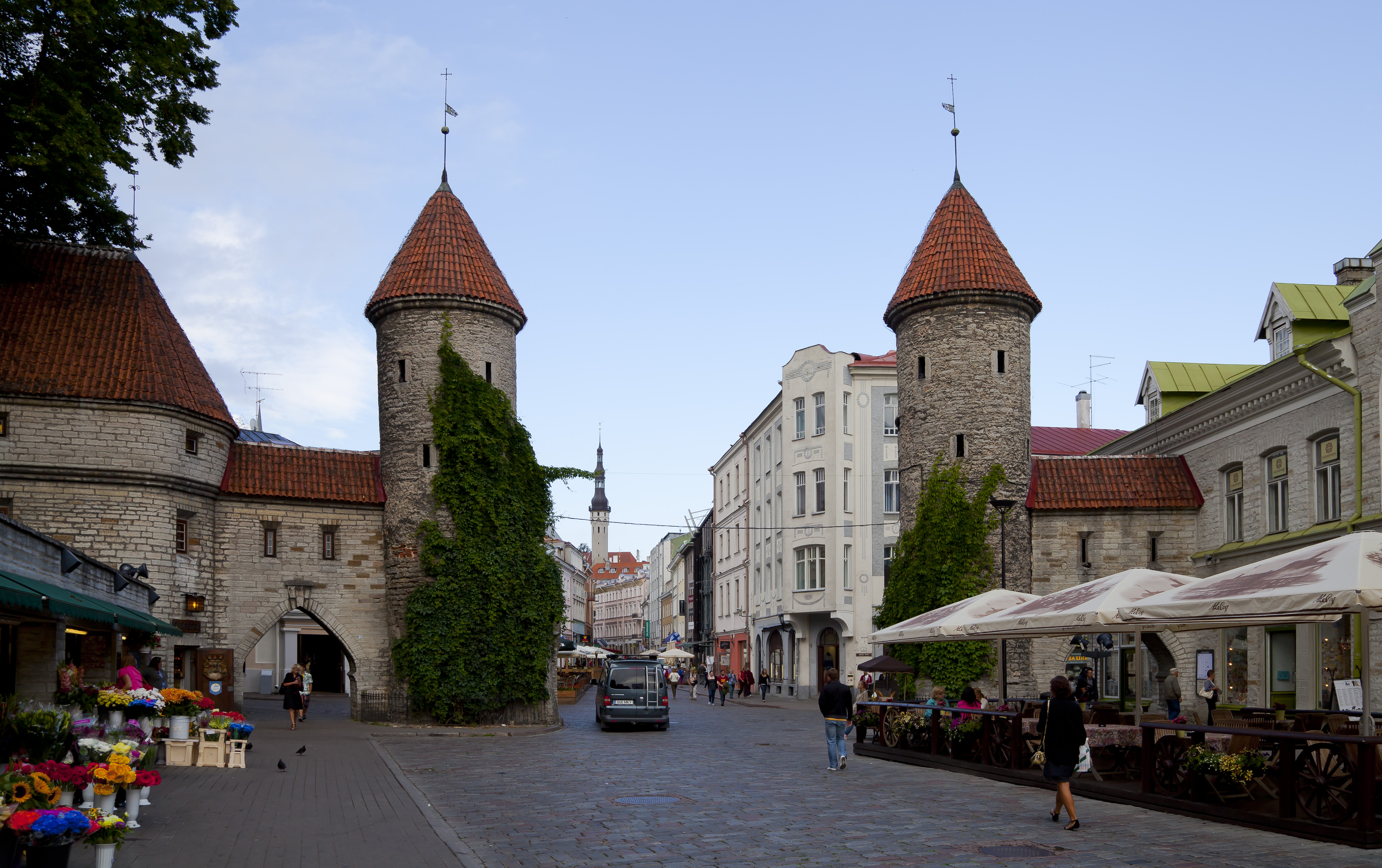
Puerta de Viru.

Con el advenimiento del nuevo poder teutón, el enfrentamiento entre el obispo y los caballeros se agudizó, y los 8000 habitantes de la ciudad baja, mayoritariamente artesanos y mercaderes alemanes, se vieron obligados a construir una muralla defensiva que poseía 66 torres.
Con la Reforma Luterana la influencia germánica se hizo más fuerte y la ciudad se convirtió al luteranismo en 1525. De esta época, 1530, data la veleta que desde lo alto de la aguja del Ayuntamiento de Tallin se ha convertido en símbolo de la ciudad; la veleta representa la figura de un antiguo guerrero llamado Vana Toomas (Viejo Tomás).

### Periodo sueco
Como consecuencia del desmoronamiento de la Orden Teutónica tras la ofensiva de Rusia, Tallin se puso bajo vasallaje de Suecia, que actuó en calidad de protector del norte de la actual Estonia contra el zar Iván el Terrible, que asedió la ciudad durante 29 semanas entre los años 1570 y 1571.
A fines del siglo XV se construyó una nueva torre gótica de 159 metros para la iglesia de San Olaf (Oleviste). En aquella época era una de las torres más altas de Europa, y posiblemente la construcción más alta del mundo. Después de una reconstrucción debido a un incendio ocurrido en 1629, la torre quedó con la actual altura de 123 metros.

### Periodo ruso y primera independencia
La ciudad permanecería en poder sueco hasta la Gran Guerra del Norte de 1710, cuando las tropas suecas acantonadas en Tallin y diezmadas por la peste capitularon ante el Imperio ruso. Sin embargo las instituciones locales mantuvieron su independencia económica y cultural dentro de Rusia por medio del Ducado de Estonia, llegando incluso a mantenerse el alemán como el idioma oficial para el comercio. Solo en 1889, con el inicio de las políticas de rusificación llevadas a cabo por el Imperio ruso, fue abolida la magistratura de Reval.
Durante el reinado de Pedro el Grande, fue construido el Palacio Kadriorg, más allá de las murallas de la ciudad. El Zar Pedro I tenía mucho interés en este puerto llegando a visitarlo en once ocasiones, y hasta celebró una Navidad en él.
En 1870 se inauguró la línea de ferrocarril que une Tallin con San Petersburgo, convirtiendo la ciudad en un importante puerto del Imperio ruso. Desde la liberación de los campesinos de la servidumbre se inició un flujo de campesinos estonios hacia la ciudad en la que se modificó drásticamente el porcentaje de nacionales pasando de un 52% en 1867 a un 89% veinte años después.
Durante la Primera Guerra Mundial, el Gobierno Provisional Ruso cedió más poder a los estonios, y Tallin fue nombrada capital de la recién creada Gobernación Autónoma de Estonia, en abril de 1917. El 25 de febrero de 1918, un día después de que Estonia proclamara su independencia, el Ejército Imperial Alemán ocupó la ciudad. Los alemanes la abandonaron en noviembre, al finalizar la guerra.
Desde entonces, los estonios lucharon en una guerra contra los bolcheviques, que se acercaron a varios kilómetros de Tallin, aunque no llegaron a entrar en ella. Este puerto fue fundamental para la causa estonia, ya que a través de este, los estonios recibieron ayuda militar del Reino Unido.
Como consecuencia de la firma del Pacto Molotov-Ribbentrop, los soviéticos entraron en Estonia en agosto de 1940. Tallin se convirtió en la capital de la RSS de Estonia y en la principal base naval de la Unión Soviética, debido a su puerto libre de hielo. Políticos, intelectuales y ciudadanos sospechosos de anticomunismo fueron arrestados y deportados.

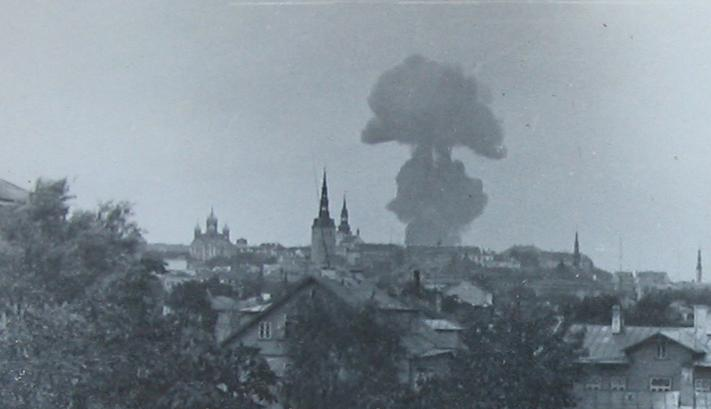
Defensa soviética de Tallin en 1941.

Durante la invasión de la Unión Soviética, 20 000 soldados soviéticos fueron apostados para la defensa de Tallin, pero el 26 de agosto de 1941, la Armada Soviética tuvo que evacuar los barcos de guerra, al hacerse insostenible la defensa de la base. La caída de esta ciudad despejó el camino hacia Leningrado a los alemanes, que la sitiaron (véase Sitio de Leningrado). Durante la invasión alemana la persecución fue sufrida por supuestos comunistas y judíos cuya población fue prácticamente exterminada.
El 9 de marzo de 1944 el 11% de la ciudad fue destruida por los bombardeos soviéticos que provocaron 600 muertos. El 18 de septiembre de ese mismo año, el gobierno independiente de Estonia fue restituido y tras la salida de los soldados alemanes, durante el 20 y el 22 del mismo mes la bandera nacional estonia ondeó sobre la torre de Pikk Hermann, antes de la entrada del Ejército Rojo. Este hecho, aunque breve en el tiempo, es determinante como prueba de la ilegalidad de la ocupación soviética de Estonia ya que este gobierno marchó al exilio y dio continuidad a la República de Estonia hasta su nueva independencia en 1991.
Durante la época soviética Tallin experimentó un gran crecimiento económico y demográfico. Se convirtió en el principal puerto de transporte de cereales de la URSS y en sus alrededores se instalaron industrias pesadas y alimentarias. En 1980 las pruebas de regatas de los Juegos Olímpicos de Moscú se celebraron en Tallin, más concretamente en las instalaciones de Pirita.

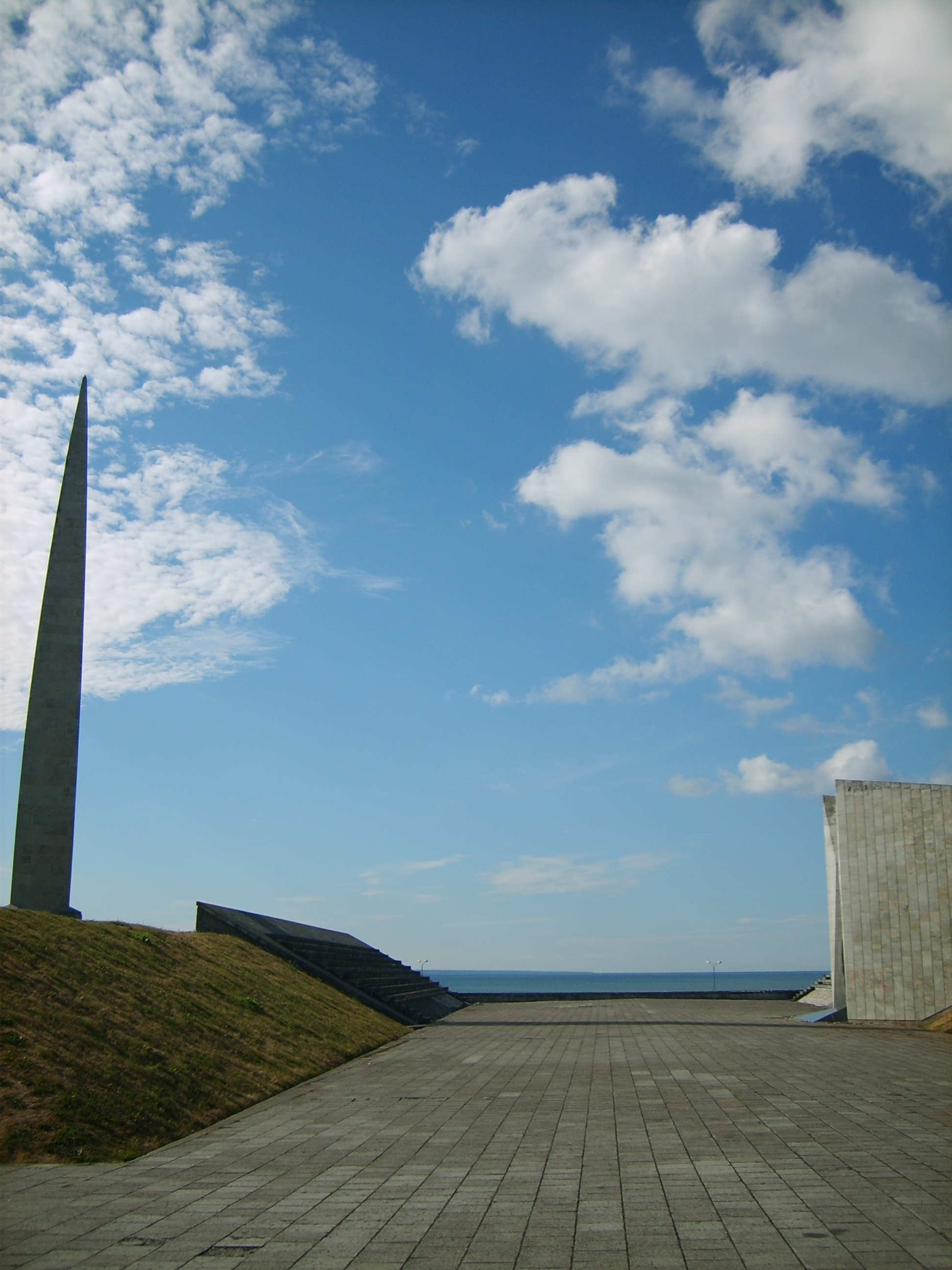
Monumento a la guerra erigido por los soviéticos en 1975 sobre la tumba de los soldados alemanes muertos durante el sitio de Leningrado.

A finales de la década de 1980 se inició en Tallin el movimiento de independencia estonio, el acto catalizador del independentismo fue el festival de la canción estonio, evento tradicional que se celebra en el país como símbolo de la identidad nacional. En él se interpretan canciones típicas en idioma estonio. Estos festivales adquirieron durante estos años un gran significado político. En el de 1988 llegaron a concentrar a 300 000 personas y en el de 1990 en torno a 500 000. Estos actos dieron lugar a la llamada revolución cantada que concluyó con la independencia de las repúblicas bálticas.

### Segunda independencia
Cuando cayó el Muro de Berlín, Estonia se independizó de la Unión Soviética y el 20 de agosto de 1991 Tallin se convirtió de nuevo, después de 51 años, en la capital de la proclamada República de Estonia. Tras la independencia, Tallin experimentó un gran crecimiento económico: el centro se rehabilitó y a su lado creció el distrito financiero con modernos edificios como el del Banco de Estonia, surgieron nuevas zonas residenciales como Peetri, barrio de viviendas unifamiliares levantado en un antiguo pantano desecado situado al sur del aeropuerto. La ciudad antigua de Tallin fue declarada Patrimonio de la Humanidad por la Unesco en 1997.
Tallin fue a finales de abril de 2007 escenario de los disturbios más graves ocurridos desde la independencia. La causa de éstos fue el traslado del monumento del soldado de bronce, erigido por los soviéticos al finalizar la Segunda Guerra Mundial como conmemoración de la victoria sobre los nazis, hacia el cementerio de las Fuerzas de Defensa Estonias. Las revueltas y saqueos se sucedieron durante cinco días, y enfrentaron a radicales rusos con la policía, muriendo un ciudadano ruso.
Históricamente, Tallin ha consistido de tres partes:
- la «Colina de la Catedral» (Toompea), donde se situaba la autoridad central, primero de los obispos, luego de la Orden, y de la nobleza Báltica; hoy es sede del gobierno estonio y de varias embajadas y residencias.
- la Ciudad Vieja, que es la antigua ciudad hanseática, la «ciudad de los ciudadanos». Esta parte de la ciudad no estuvo administrativamente unida a Toompea hasta finales del siglo XIX. Fue centro del comercio medieval de la sal, gracias al cual prosperó y creció económicamente.
- la ciudad se extiende al sur de la ciudad antigua, donde los estonios se establecieron. Estos no formaron la mayoría de la población de Tallin hasta mediados o fines del siglo XIX.

## Demografía
La población de Tallin ha sido siempre multiétnica. No en vano sus fundadores fueron germanos y desde entonces hasta la Segunda Guerra Mundial, los ciudadanos de este origen tuvieron una presencia importante en la ciudad.
Durante la Edad Media la población estaba repartida entre alemanes y estonios. Los primeros eran comerciantes y artesanos que se concentraban en la ciudad antigua, los segundos eran trabajadores y siervos que generalmente habitaban extramuros por razones económicas. La población de mil habitantes fue creciendo a la par que la economía hasta llegar en el siglo XV a unos cuatro mil habitantes. La expansión de la ciudad en esta época llegó a ocupar lo que hoy es Vanalinn, la ciudad antigua.
Con la crisis comercial, la Guerra de Livonia y la peste en el siglo XVI y principios del XVII la población no experimentó un gran crecimiento. Tras la Gran Guerra del Norte la población de Tallin se vio reducida en más de dos tercios. Si en 1708 la población rondaba los diez mil habitantes, en 1710 esta cifra descendió a los dos mil habitantes. Solo en la década de 1780 se volvió a los niveles de antes de la guerra. A principios del siglo XIX la población creció de forma continua, pero no es hasta la segunda mitad de este siglo cuando gracias al proceso industrializador de la ciudad, el número de habitantes experimentó un boom en su crecimiento. De 44 000 habitantes en 1881 se pasó a 160 000 en 1917. En esta etapa la ciudad se expande por el sur y el este, creándose los barrios de Nõmme y Merivälja. A pesar de la política de rusificación iniciada en los últimos años del siglo XIX por el Imperio ruso, la composición de la población de Tallin no se modificó de forma sensible. Durante este periodo la ciudad se abre hacia el este.
| Nacionalidad                          | Porcentaje |
| ------------------------------------- | ---------- |
| estonios                              | 53.7 %     |
| rusos                                 | 36.5 %     |
| ucranianos                            | 3.6 %      |
| bielorrusos                           | 1.9 %      |
| finlandeses                           | 0.6 %      |
| judíos                                | 0.3 %      |
| tártaros                              | 0.3 %      |
| lituanos                              | 0.2 %      |
| polacos                               | 0.2 %      |
| letones                               | 0.2 %      |
| alemanes                              | 0.1 %      |
| otras                                 | 1.9 %      |
| Fuente: Statistics Estonia 01/01/2008 |            |

Tras la Primera Guerra Mundial, la población descendió en cerca de un tercio. Pero tras la independencia de Estonia y la elección de Tallin como capital de la república la población volvió a crecer de forma constante hasta la irrupción de la Segunda Guerra Mundial. En 1939 la capital contaba con 145 000 habitantes y tras la guerra esta cifra bajó nuevamente llegando a los 127 000 habitantes. Con el final de la guerra se produce también la expulsión de los últimos ciudadanos de origen alemán.
La ocupación soviética trajo consigo un fuerte crecimiento poblacional debido sobre todo a la migración que desde Rusia y otras repúblicas soviéticas llegaba a Estonia, concentrándose especialmente en el noreste y la capital. En 1956 la población llegó a los 267 000 habitantes y veinte años después ya era de 408 500. Este crecimiento acelerado trajo también una rápida expansión de la ciudad, donde se crearon barrios enteros como Mustamäe y Õismäe al oeste, o Lasnamäe al este. Este trasvase de población transformó radicalmente la composición de Tallin donde la población no estonia comenzó a descender porcentualmente, esta constante se mantiene hasta finales de la década de 1980, cuando la ciudad alcanza la máxima población de su historia, cerca de 500 000 habitantes.
Tras la nueva independencia en 1991 Tallin comienza a perder población debido a que muchos habitantes de otras repúblicas soviéticas abandonaron la ciudad. En 1995 había 434 800 personas censadas en la capital. Esta tendencia descendente solo se rompió en 2005, cuando la población comenzó a aumentar tímidamente.
La población de Tallin a 1 de enero de 2024 es de 457 572 habitantes según el censo.
El 28% de la población del Estado se concentra en la capital, debido a una constante migración desde otras zonas del país provocada por el mayor nivel de vida de Tallin. Las poblaciones de los alrededores se han ido adaptando a las necesidades de la capital conformando un cinturón de ciudades dormitorio tales como Keila, Saue, Maardu, Kehra, Aegviidu, Loksa y Paldiski.
| Distrito                              | Población | Porcentaje |
| ------------------------------------- | --------- | ---------- |
| Haabersti                             | 35 000    | 9.76 %     |
| Kesklinn (centro)                     | 34 985    | 11.53 %    |
| Kristiine                             | 27 531    | 7.40 %     |
| Lasnamäe                              | 108 644   | 28.14 %    |
| Mustamäe                              | 62 219    | 16.16 %    |
| Nõmme                                 | 35 043    | 9.74 %     |
| Pirita                                | 8507      | 3.32 %     |
| Põhja-Tallinn (norte de Tallin)       | 52 573    | 13.95 %    |
| Fuente: Statistics Estonia 01/01/2008 |           |            |

El crecimiento de Tallin ha sido incontrolado y carente de planificación, por lo que la ciudad se ha expandido a lo largo de las vías de comunicación, principalmente carreteras, dando a la zona urbana un característico contorno. El centro histórico de Tallin ha experimentado un gran auge desde la independencia, de ser un barrio marginal se ha convertido en el centro turístico de la capital.
De acuerdo con Eurostat, la agencia de estadística de la Unión Europea, Tallin es la capital con mayor porcentaje de ciudadanos sin ciudadanía europea de los Estados miembros, concretamente un 27.8 % de su población no es ciudadana de la Unión Europea. La causa de esta composición de la población se debe a que durante la etapa soviética existió una fuerte inmigración de habitantes de otras repúblicas soviéticas, mayormente desde Rusia, hacía Tallin y otras áreas del noroeste de Estonia. Los rusos constituyen cerca del 40 % de la población de la ciudad, solo en el distrito de Lasnamäe los residentes de habla rusa representan una cantidad similar a los de la totalidad de Tartu, la segunda ciudad de Estonia por población.

## Geografía

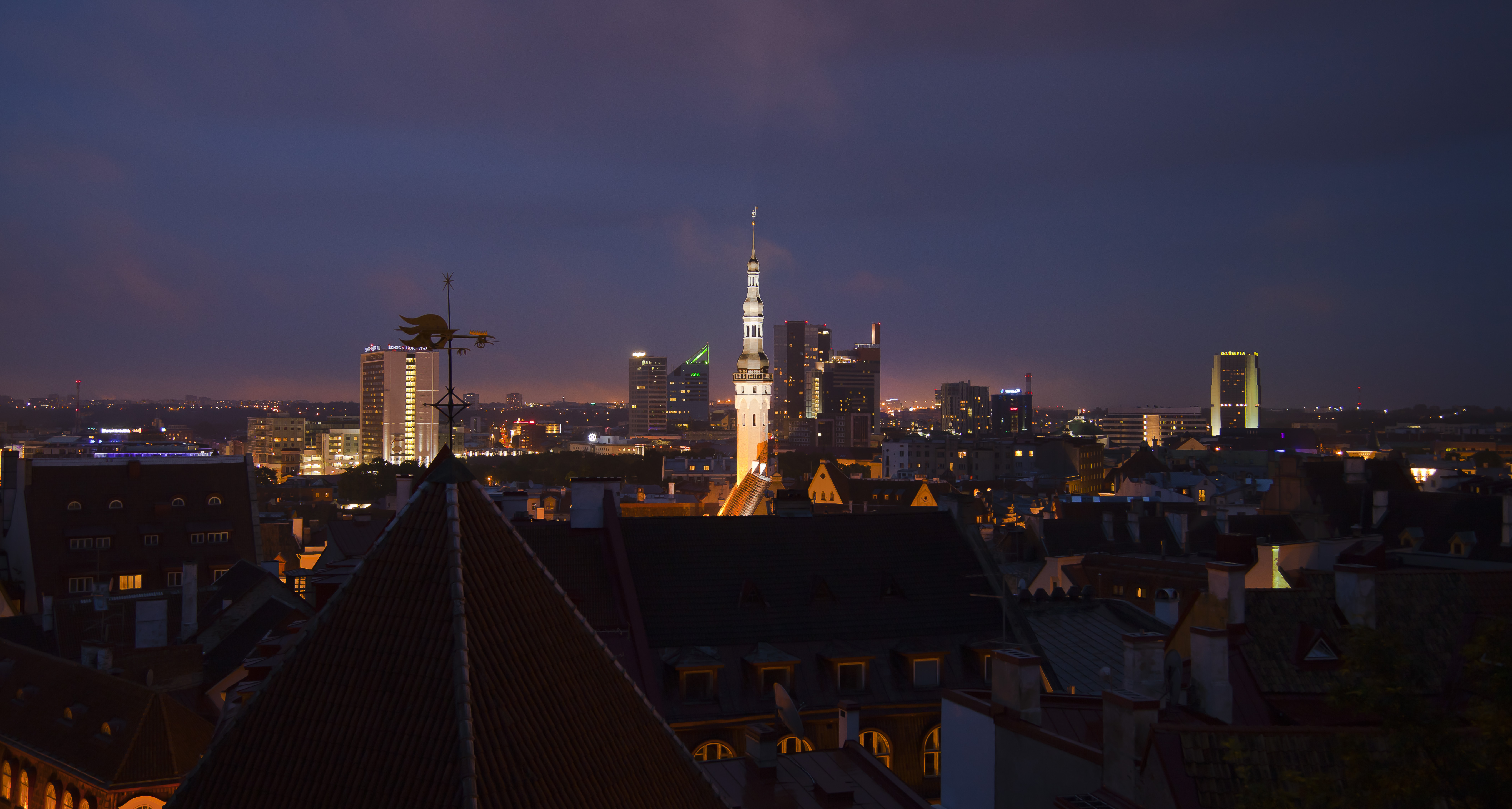
Vista panorámica nocturna desde Toompea.

Tallin está situada en la costa sudeste del golfo de Finlandia, en la parte noroeste de Estonia. La superficie total de la ciudad es de 149.2 km². La línea costera tiene una longitud de 46 km, su forma recortada da lugar a numerosas bahías y penínsulas. La principal bahía es la de Tallin, al este quedan las de Paljassaare y Kopli. Las penínsulas más importantes son de este a oeste, Kakumäe, Kopli, Paljassaare, y Viimsi. Además Tallin posee 59 km de linde terrestre que limitan con los municipios de Viimsi y Jõelähtme al este, con Rae, Kiili y Saku al sur y con Saue y Harku al oeste.
Existen varios lagos dentro de la ciudad, siendo el más grande el lago Ülemiste (cubre un área de 9.6 km²) y además es la principal fuente de agua potable de la ciudad. El lago Harku es el segundo lago más grande dentro de los límites de la ciudad, siendo su área de 1.6 km². El único río significante de Tallin es el río Pirita, que desemboca en el distrito de Pirita y cuyo valle es una zona protegida debido a su belleza natural. También pertenece a su término la isla de Aegna de 2 km² situada al norte de la península de Viimsi. Además en Tallin se puede apreciar la huella del impacto de un meteorito.
El punto más alto de Tallin alcanza los 64 m sobre el nivel del mar y está situado en el distrito de Nõmme, en el sudoeste de la ciudad. Un acantilado de piedra caliza cruza la ciudad, pudiendo ser observado en Toompea y Lasnamäe. Este acantilado forma la línea de división geológica del terreno sobre el que se asienta Tallin, al sur se encuentra la zona formada en el ordovícico y al norte la perteneciente al cámbrico. Durante la Edad de Hielo toda la zona de Tallin se encontraba bajo un gran glacial que comprimía el terreno. Tras la retirada de los hielos la superficie, que quedó bajo el nivel del mar, comenzó a emerger en un proceso que aún hoy continúa. Debido a esta elevación el lago Ülemiste se quedó aislado del mar hace 11 500 años.
La ciudad antigua de Vanalinn se encuentra en el centro de Tallin, al sur del puerto. En ella se distinguen la ciudad baja y la alta (Toompea), hacia el este se encuentra la ciudad decimonónica donde recientemente está creciendo el moderno distrito financiero. Hacia el oeste está la zona de expansión de la época soviética en la que abundan los característicos edificios de estilo soviético.

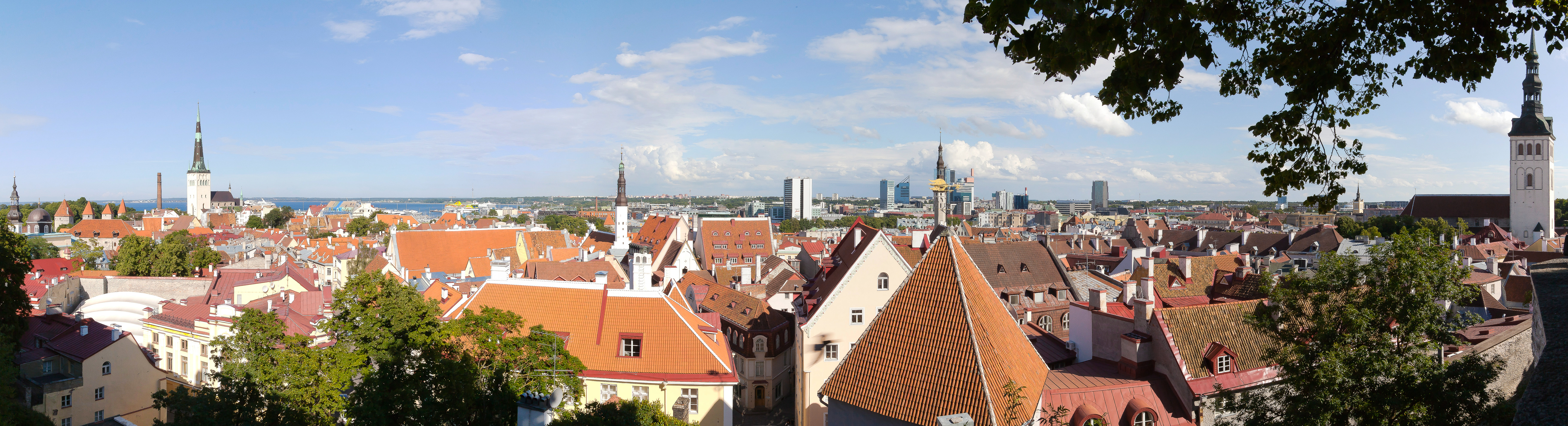
Vista panorámica de Tallin.

### Distancias de algunas ciudades europeas
Tallin está situado a: 82 km de Helsinki, 830 km de Varsovia, 280 km de Riga, 860 km de Moscú, 314 km de San Petersburgo, 860 km de Copenhague, 380 km de Estocolmo, 1000 km de Berlín, 530 km de Vilna, 2788 km de Londres, 800 km de Oslo, y 2000 km de París.

### Clima
Tallin se encuentra influida por un clima continental húmedo (Dfb) suavizado, gracias a su situación costera, por la corriente cálida del Atlántico. Los inviernos son muy fríos y oscuros con pocas precipitaciones, la primavera es fresca y seca. El verano es moderadamente cálido y lluvioso, y el otoño también es una estación de muchas precipitaciones, situación que unida a la rapidez con que se derriten las primeras nevadas, da lugar en zonas no urbanizadas a barrizales.
La diferencia con el interior de Estonia es de 4 °C en invierno y 2 °C en verano. De mayo a septiembre las temperaturas oscilan entre los 15 y los 21 °C, el máximo histórico se registró en 1936 con 32.3 °C y el mínimo en 1978 con -32.2 °C.
Debido a su latitud en verano Tallin llega a tener 19 horas de luz, mientras que en invierno solo llega a las 6 horas. Entre octubre y abril se presentan días de frío intenso alternados con otros más suaves. En invierno raramente se superan los 4 °C. Aunque en marzo de 2007 se alcanzaron los 15.9 °C.
Las nevadas comienzan un mes más tarde que en el interior y finalizan un mes antes. Con un promedio de cien días al año, en 2007 fueron 93, las nevadas se concentran entre los meses de noviembre a abril, pero es entre enero y marzo cuando estas son más abundantes, llegando a entre 13 y 18 cm de espesor. El máximo espesor fue de 59 cm.
La temporada de lluvias se localiza entre los meses de julio y septiembre. Las precipitaciones medias anuales son de 696 mm al año, hubo 151 días lluviosos y 16 con tormentas. 1981 fue el año en el que se registró las máximas precipitaciones en Tallin con 921 mm, y el mes más lluvioso se registró en agosto de 1987 con 181 mm.
| Parámetros climáticos promedio de Tallin (1991-2020)      | Parámetros climáticos promedio de Tallin (1991-2020) | Parámetros climáticos promedio de Tallin (1991-2020) | Parámetros climáticos promedio de Tallin (1991-2020) | Parámetros climáticos promedio de Tallin (1991-2020) | Parámetros climáticos promedio de Tallin (1991-2020) | Parámetros climáticos promedio de Tallin (1991-2020) | Parámetros climáticos promedio de Tallin (1991-2020) | Parámetros climáticos promedio de Tallin (1991-2020) | Parámetros climáticos promedio de Tallin (1991-2020) | Parámetros climáticos promedio de Tallin (1991-2020) | Parámetros climáticos promedio de Tallin (1991-2020) | Parámetros climáticos promedio de Tallin (1991-2020) | Parámetros climáticos promedio de Tallin (1991-2020) |
| Mes                                                       | Ene.                                                 | Feb.                                                 | Mar.                                                 | Abr.                                                 | May.                                                 | Jun.                                                 | Jul.                                                 | Ago.                                                 | Sep.                                                 | Oct.                                                 | Nov.                                                 | Dic.                                                 | Anual                                                |
| --------------------------------------------------------- | ---------------------------------------------------- | ---------------------------------------------------- | ---------------------------------------------------- | ---------------------------------------------------- | ---------------------------------------------------- | ---------------------------------------------------- | ---------------------------------------------------- | ---------------------------------------------------- | ---------------------------------------------------- | ---------------------------------------------------- | ---------------------------------------------------- | ---------------------------------------------------- | ---------------------------------------------------- |
| Temp. máx. abs. (°C)                                      | 9.2                                                  | 10.2                                                 | 15.9                                                 | 27.2                                                 | 31.4                                                 | 32.6                                                 | 34.3                                                 | 34.2                                                 | 28.5                                                 | 22.0                                                 | 13.7                                                 | 11.6                                                 | 34.3                                                 |
| Temp. máx. media (°C)                                     | −0.7                                                 | -1.0                                                 | 2.8                                                  | 9.5                                                  | 15.4                                                 | 19.2                                                 | 22.2                                                 | 21.0                                                 | 16.1                                                 | 9.5                                                  | 4.1                                                  | 1.2                                                  | 9.9                                                  |
| Temp. media (°C)                                          | −2.9                                                 | −3.6                                                 | -0.6                                                 | 4.8                                                  | 10.2                                                 | 14.5                                                 | 17.6                                                 | 16.5                                                 | 12.0                                                 | 6.5                                                  | 2.0                                                  | −0.9                                                 | 6.3                                                  |
| Temp. mín. media (°C)                                     | −5.5                                                 | −6.2                                                 | −3.7                                                 | 0.7                                                  | 5.2                                                  | 9.8                                                  | 13.1                                                 | 12.3                                                 | 8.4                                                  | 3.7                                                  | −0.2                                                 | −3.1                                                 | 2.9                                                  |
| Temp. mín. abs. (°C)                                      | −31.4                                                | −28.7                                                | −24.5                                                | −12.0                                                | −5.0                                                 | 0.0                                                  | 4.0                                                  | 2.4                                                  | −4.1                                                 | −10.5                                                | −21.3                                                | −32.2                                                | −32.2                                                |
| Precipitación total (mm)                                  | 56                                                   | 40                                                   | 37                                                   | 35                                                   | 37                                                   | 68                                                   | 82                                                   | 85                                                   | 58                                                   | 78                                                   | 66                                                   | 59                                                   | 701                                                  |
| Días de precipitaciones (≥ 1 mm)                          | 12                                                   | 9                                                    | 9                                                    | 8                                                    | 7                                                    | 9                                                    | 10                                                   | 11                                                   | 12                                                   | 12                                                   | 14                                                   | 14                                                   | 127                                                  |
| Horas de sol                                              | 29.7                                                 | 58.8                                                 | 148.4                                                | 217.3                                                | 306.0                                                | 294.3                                                | 312.1                                                | 255.6                                                | 162.3                                                | 88.3                                                 | 29.1                                                 | 20.7                                                 | 1922.6                                               |
| Humedad relativa (%)                                      | 89                                                   | 86                                                   | 80                                                   | 72                                                   | 69                                                   | 74                                                   | 76                                                   | 79                                                   | 82                                                   | 85                                                   | 89                                                   | 89                                                   | 80.8                                                 |
| Fuente: Servicio de meteorología e hidrografía de Estonia |                                                      |                                                      |                                                      |                                                      |                                                      |                                                      |                                                      |                                                      |                                                      |                                                      |                                                      |                                                      |                                                      |

## Gobierno

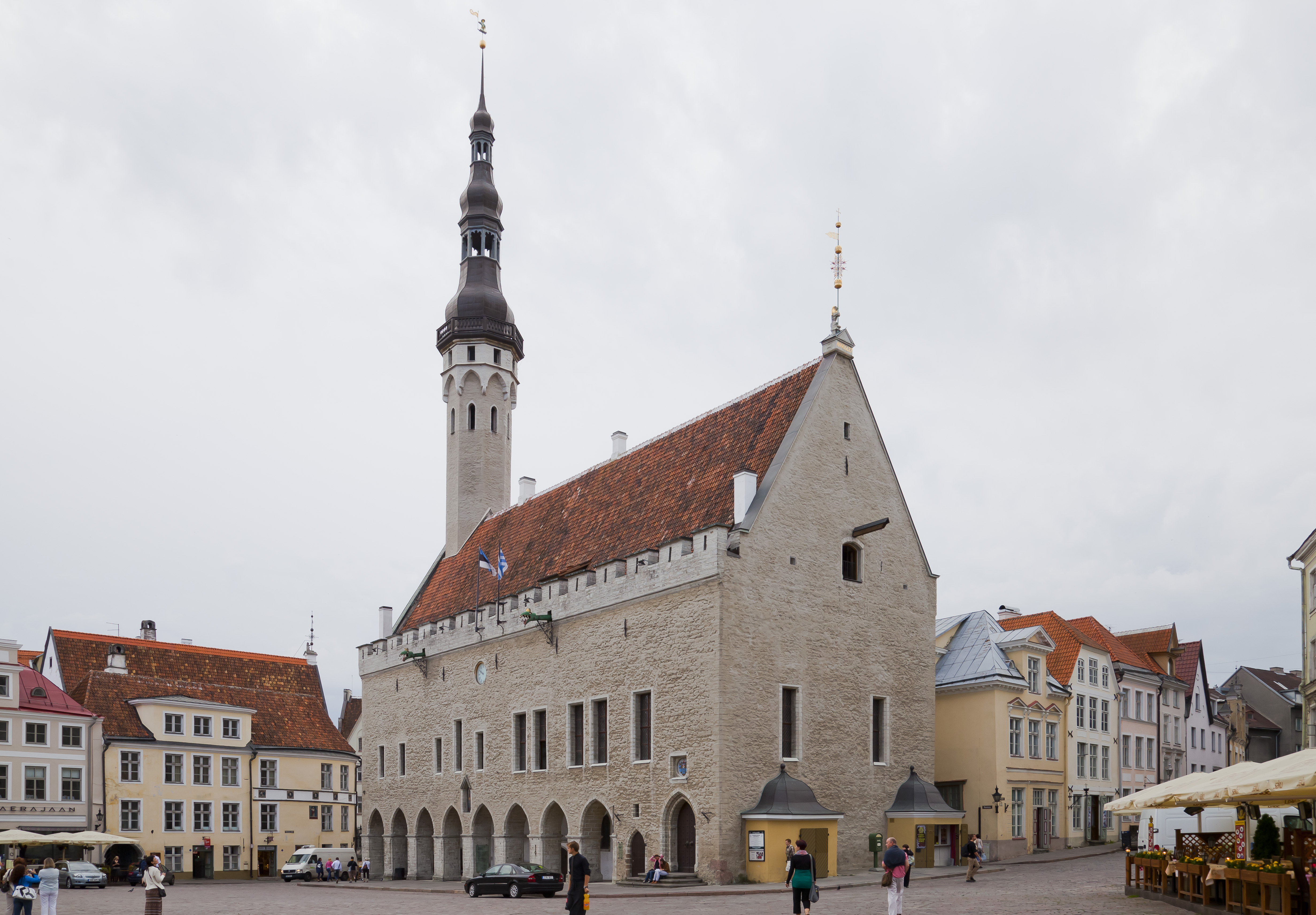
Ayuntamiento de Tallin.

Tallin es la sede de las principales instituciones de la República de Estonia, aquí se encuentran el parlamento estonio (Riigikogu), la residencia presidencial y los ministerios. Además también es el centro administrativo del condado de Harju.
El gobierno de la ciudad está estructurado de forma análoga al gobierno del Estado. Existe por tanto un órgano legislativo, el Consejo de la Ciudad de Tallin y un órgano ejecutivo, el Gobierno de la Ciudad de Tallin.
El consejo está compuesto por 63 concejales que son elegidos en sufragio universal secreto por los ciudadanos de Tallin para un periodo de cuatro años. Sus principales funciones contempladas en los estatutos son decidir las competencias del gobierno municipal, elegir al presidente del consejo, designar o cesar al alcalde, aprobar o rechazar enmiendas a los presupuestos de la ciudad e imponer los impuestos.
El gobierno de la ciudad de Tallin se encarga de ejecutar la legislación y proponer los estatutos salarios, estructura y responsables de los distritos. El órgano está compuesto por seis concejales presididos por un alcalde que es propuesto por el consejo. Desde el 5 de abril de 2007 este puesto lo ocupa Edgar Savisaar, del Partido del Centro (Eesti Keskerakond), es su segunda legislatura, ya que estuvo como alcalde de la ciudad entre 2001 y 2004 y Maret Maripuu presidenta del Consejo Municipal de Tallin del partido Partido Reformista Estonio (Eesti Reformierakond).

### Distritos
Tallin está dividido en ocho distritos administrativos (en estonio: linnaosad, en singular linnaosa). Los gobiernos de cada distrito son los encargados de hacer cumplir en su área las funciones municipales que establecen la legislación y los estatutos de Tallin.
Cada distrito es administrado por un presidente de distrito (en estonio: linnaosavanem), el alcalde es el encargado de proponer a la persona que ha de ocupar este cargo. Los consejos administrativos valoran la propuesta del alcalde aunque no es vinculante.
| Distritos de Tallin                   | Distritos de Tallin | Distritos de Tallin |
| ------------------------------------- | ------------------- | --- |
| Distritos                             | Área                | Subdistritos (asumid) |
| Haabersti                             | 18.6 km²            | Astangu, Haabersti, Lake Harku, Kakumäe, Mustjõe, Mäeküla, Pikaliiva, Rocca al Mare, Tiskre, Veskimetsa, Vismeistri, Väike-Õismäe, Õismäe                                                                    |
| Kesklinn (centro)                     | 28.0 km²            | Aegna, Juhkentali, Kadriorg, Kassisaba, Keldrimäe, Kitseküla, Kompassi, Luite, Maakri, Mõigu, Raua, Sadama, Sibulaküla, Südalinn, Tatari, Torupilli, Tõnismäe, Uus Maailm, Vanalinn, Veerenni, Lago Ülemiste |
| Kristiine                             | 9.4 km²             | Järve, Lilleküla, Tondi |
| Lasnamäe                              | 30.0 km²            | Katleri, Kurepõllu, Kuristiku, Laagna, Loopealse, Mustakivi, Pae, Paevälja, Priisle, Seli, Sikupilli, Sõjamäe, Tondiraba, Uuslinn, Väo, Ülemiste                                                             |
| Mustamäe                              | 8.0 km²             | Kadaka, Mustamäe, Siili, Sääse |
| Nõmme                                 | 28.0 km²            | Hiiu, Kivimäe, Laagri, Liiva, Männiku, Nõmme, Pääsküla, Rahumäe, Raudalu, Vana-Mustamäe |
| Pirita                                | 18.7 km²            | Iru, Kloostrimetsa, Kose, Laiaküla, Lepiku, Maarjamäe, Merivälja, Mähe, Pirita |
| Põhja-Tallinn (norte de Tallin)       | 17.3 km²            | Kalamaja, Karjamaa, Kelmiküla, Kopli, Merimetsa, Paljassaare, Pelgulinn, Pelguranna, Sitsi |
| Fuente: Statistics Estonia 01/01/2008 |                     | |

### Elecciones municipales
Para las elecciones locales los distritos electorales coinciden con los administrativos. De los sesenta y tres concejales del ayuntamiento Haabersti elige a siete, Kesklinn a ocho, Kristiine a seis, Lasnamäe a trece, Mustamäe a nueve, Nõmme a siete, Pirita a cinco y Põhja-Tallinn a ocho. Para las elecciones nacionales estos se modifican, de los doce distritos electorales en que se divide el país Tallin posee tres, Haabersti, Tallinn y Kristiine eligen a ocho diputados, Kesklinn, Lasnamäe y Pirita a once y Mustamäe y Nõmme a ocho.
Las elecciones locales se celebran cada cuatro años, el tercer sábado de octubre. Las últimas se celebraron el 16 de octubre de 2005 y las próximas lo harán en 2009. Para el reparto de los asientos se utiliza el sistema D'Hondt. En las elecciones municipales de 2005 se utilizó por primera vez el voto electrónico. En Tallin el porcentaje de participación mediante este método fue del 2.7 %, casi un punto más que a nivel nacional, que se situó en el 1.9 %.
Las elecciones municipales de 2005 corroboraron el descenso que en los últimos años ha experimentando el índice de participación en la ciudad de Tallin; mientras que en las elecciones de 2002 este se situó en el 53.6 %, en las de 2005 el índice descendió al 43.4 %.
Los ciudadanos de la capital confirmaron la preponderancia de la ideología liberal en el ayuntamiento, ya que además de que mantuvieron su confianza en el partido gobernante de tendencia liberal, auparon al Partido Reformista, de esta misma ideología, a la segunda fuerza municipal. Los cuatro principales partidos que obtuvieron representación fueron el Partido del Centro, que con 56 143 votos logró el 44.11 % del apoyo ciudadano, lo que supuso un aumento con respecto a las últimas elecciones celebradas en 2002 (pese a esto no logró sumar ningún nuevo concejal quedándose con los treinta y dos que tenía); la segunda fuerza fue el Partido Reformista con 28 220 votos y un 20.66 %, que ascendió notablemente desde 2002 (consiguió cuatro concejales más, llegando a los quince) desbancando a Res Publica como segunda fuerza política; Unión Pro Patria tomó el relevo en la derecha a Res Publica y acaparó gran parte del voto de esta ideología, logrando el tercer puesto con 16 598 votos (el 12.15 %), lo que le permitió acceder al ayuntamiento con siete concejales. El único partido de izquierdas, el partido socialdemócrata logró también entrar en el ayuntamiento por primera vez con 15 175 votos (un 11.11 %) logrando así superar el umbral mínimo del 5 % de votos requeridos para obtener representación. Por último Unión Pro patria sufrió el gran descalabro de las elecciones quedándose con 12 251 votos, el 8.97 % del total; estos resultados supusieron el descenso a la quinta y última fuerza y la pérdida de catorce de sus diecisiete concejales.
La posterior evolución política modificó este reparto en 2006, cuando los dos principales partidos de derechas Res Publica y Unión Pro Patria se unieron en el partido Unión Pro Patria y Res Publica. En 2006 este partido contaba con nueve concejales y el partido socialdemócrata con solo cuatro habiendo pasado tres de ellos a ser independientes.

### Área metropolitana
La única conurbación de importancia y oficialmente constituida de Estonia es el área metropolitana de Tallin. Su población total es de 530 000 habitantes y su extensión de 1391 km². Está dividida en tres zonas; Tallin en el centro; los municipios de Harku, Saue, Saku y Keila al oeste con 70 000 habitantes; y los de Maardu, Viimsi, Joelähtme y Rae al este con 35 000 habitantes. Los municipios colindantes son básicamente ciudades dormitorio donde entre el 50 y el 90 % los trabajadores realizan su actividad laboral en la capital. Con la independencia, la liberación del suelo y el boom económico los terrenos cercanos a Tallin fueron rápidamente urbanizados, sin planificación de las autoridades. Para mejorar el crecimiento y la coordinación de los transportes, los servicios y las infraestructuras, Tallin se asoció con los municipios de su área de influencia inmediata, tomando como modelo el desarrollado sistema finlandés.

## Urbanismo y arquitectura
La ciudad de Tallin se caracteriza por sus torres medievales en el centro y sus edificios de estilo soviético en la periferia. Desde la independencia en 1991, pero sobre todo desde el boom económico que ha experimentado Estonia a principios de siglo XXI, Tallin ha sufrido una fuerte transformación, el centro se ha rehabilitado y se ha creado infraestructura para cubrir la nueva demanda de ocio y turismo. El centro histórico fue declarado Patrimonio de la Humanidad por la Unesco en 1997.

### Vanalinn
Ciudad vieja

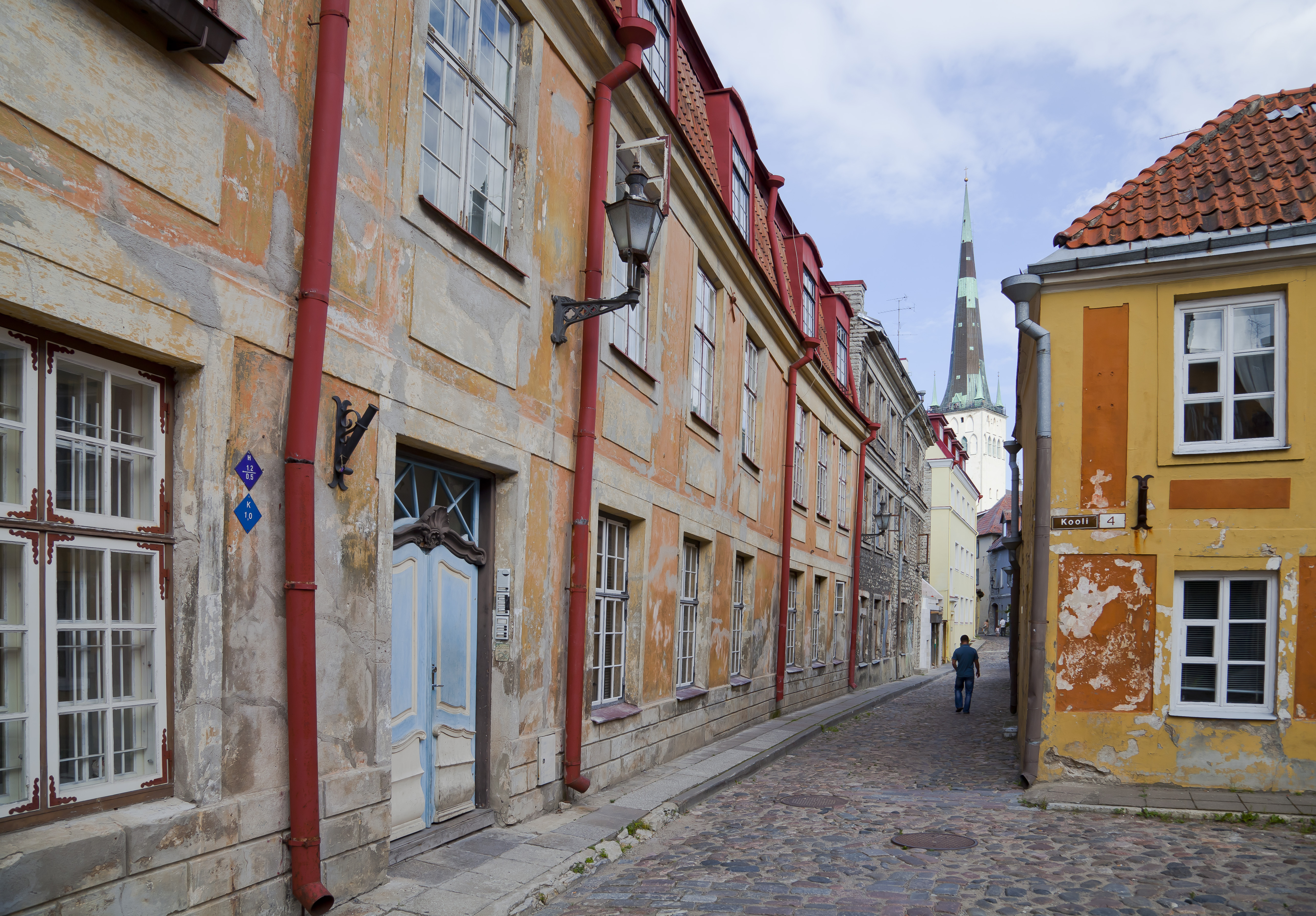
Típica calle en la Ciudad Vieja.

El casco antiguo llamado Vanalinn o ciudad vieja conserva las características de una auténtica ciudad medieval con antiguas casas de comerciantes y almacenes. La estructura urbana se compone de múltiples callejas adoquinadas que confluyen en la Raekoja Platz (plaza del Ayuntamiento), que se encuentra situada en el centro del conjunto y cuyos orígenes hay que buscar en el mercado medieval que allí se establecía. En la plaza destaca el ayuntamiento con su torre de 64 metros de altura que remata desde 1530 en una veleta que representa a un viejo guerrero que se ha convertido en el símbolo de la ciudad, el Vana Toomas. El edificio construido con piedra caliza gris entre 1371 y 1404 es de estilo gótico tardío. En su fachada destacan dos coloridas gárgolas en forma de dragón que datan del siglo XVII. Dentro del edificio se hallan una serie de salones, entre los que destacan el del pueblo, en el que se realizan exposiciones temporales y el de plenos en el que se encuentran los bancos con las tallas de madera más antiguas de Estonia. Desde la torre se puede divisar una amplia panorámica de la ciudad.
Una farmacia, situada en la parte norte de la ciudad se disputa el récord de ser la más antigua del mundo con una ubicada en Dubrovnik, se sabe que al menos desde 1422 ha estado en servicio de forma ininterrumpida. Su fachada es del siglo XVII.
La calle Pikk (larga) atraviesa la ciudad antigua al este de la plaza del ayuntamiento; en su recorrido se encuentran las antiguas casas de los comerciantes alemanes. Los edificios más antiguos datan del siglo XV y suelen tener tres o cuatro plantas. Al norte de esta calle se encuentra la Iglesia de San Olaf, que posee una altura de 124 metros. Se cree que su primera construcción se realizó en el siglo XII pero lo cierto es que solo existen referencias escritas del templo a partir de 1264. En el siglo XIV fue ampliamente reconstruida.

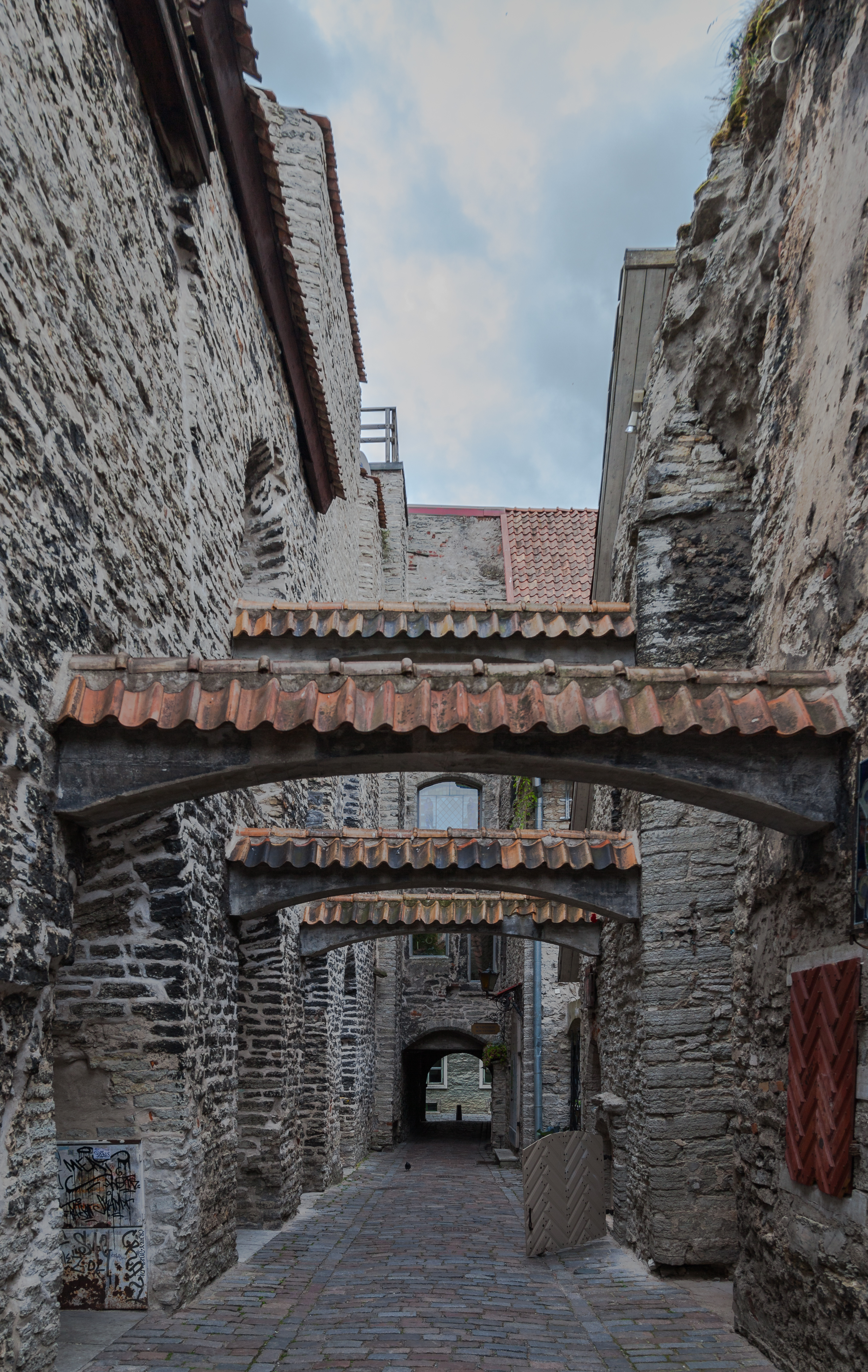
Pasaje de Katariina.

Además en esta zona se pueden encontrar los edificios de los antiguos gremios alemanes. Destacan el Gran Gremio, que actualmente alberga el museo estatal de historia, este era el gremio de los comerciantes más importantes. El edificio es una construcción del año 1410. Otro gremio importante era el de los artesanos que ocupaban el edificio del Salón Gremial de San Canuto, del año 1860, del que cabe destacar dos esculturas negras de Lutero y san Canuto ubicadas en la fachada.
Otros edificios de importancia son los que ocupaban la hermandad de los cabezas negras. Este gremio estaba integrado por los jóvenes comerciantes solteros y su nombre se debe a que la hermandad estaba dedicada al santo africano Mauricio, del cual existe en la fachada un relieve, año 1597. Pero lo más importante del edificio son sus puertas de estilo renacentista. El gremio de San Olaus fundado en el siglo XIII y tenía la particularidad de ser el único compuesto enteramente por estonios.

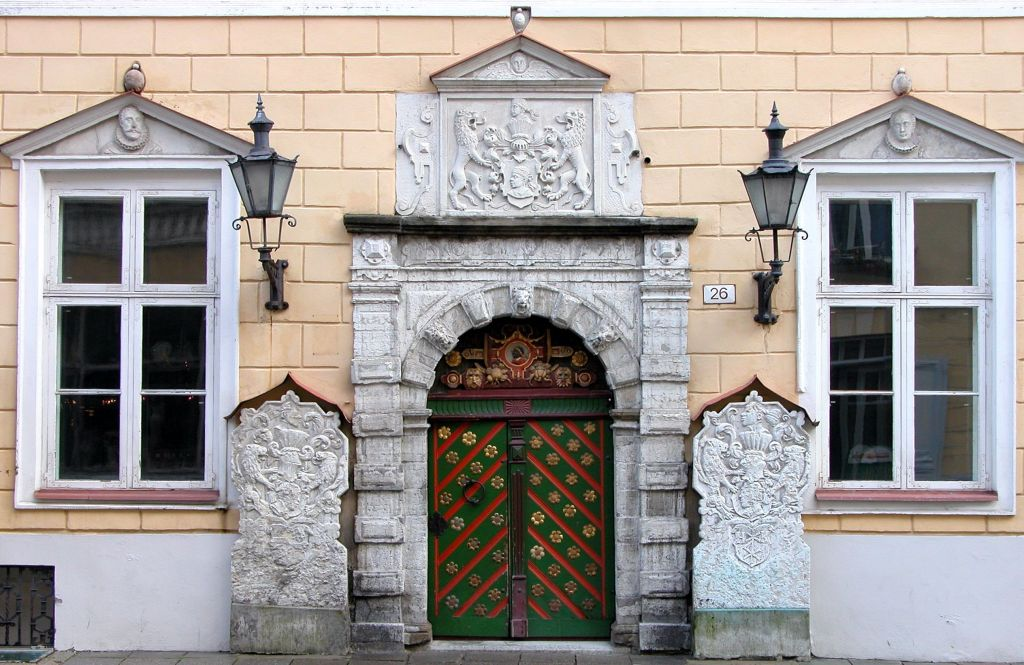
Fachada de la hermandad de los cabezas negras.

En esta calle se encuentra también la iglesia del Espíritu Santo, el edificio del siglo XIII es de estilo gótico y bate algunos récords como el de poseer la torre más antigua de Estonia (1433) o el reloj más antiguo de Tallin (1684). En su interior destaca el retablo del altar mayor fechado en el año 1438 y el púlpito barroco creado en el siglo XVII.
La calle vene (Rusia) se encuentra al este de la ciudad antigua, en ella se ubica el antiguo barrio de comerciantes rusos. Un antiguo monasterio dominico de 1246 se encuentra en esta calle. Fue abandonado tras ser incendiado durante las revueltas provocadas por la reforma luterana. En 1954 fue restaurado y hoy día alberga un museo de piedras cinceladas de los siglos XV a XVII. La iglesia de San Pedro y San Pablo es de 1844, es de estilo neoclásico y obra del arquitecto Carlo Rossi. En esta misma calle se ubica el museo de historia de la ciudad, en la que se exponen objetos que van repasando los diversos periodos que ha vivido la ciudad dese su fundación.
La iglesia de San Nicolás se sitúa al sur de Vanalinn, es del siglo XIII y ha sufrido numerosos desastres, en 1944 fue bombardeada por los soviéticos y en los años 80 sufrió un incendio. En su interior alberga una amplía muestra de arte entre la que destaca el cuadro Danza macabra de Berndt Notke y altar del siglo XV. Además se utiliza como sala de conciertos. Una iglesia greco ucraniana construida en madera en el siglo XIV se sitúa al norte de la ciudad antigua.
De las 46 torres que llegaron a situarse a lo largo de la muralla que rodea la parte baja de Vanalinn quedan 26 y 1.85 kilómetros de muralla, su altura varía entre 13 y 16 metros y su espesor entre 3 y 2. De las seis puertas destacan en el norte la puerta de la playa en la que antaño rompían las olas en épocas de temporal. Está unida a un bastión del siglo XVI popularmente conocida como Margarita la Gorda (Paks Margareeta) que actualmente alberga el museo marítimo. La puerta sur se llama Kiek in de Kök nombre de origen alemán que viene a significar vistazo a la cocina, esta es la denominación que se le solían dar a las torres ubicadas muy cerca de la población que defendía. Su construcción data de 1475. Su altura es de 38 metros y sus muros llegan a los 4 metros de espesor. Aún se conservan las huellas de los cañonazos que sus muros recibieron durante la Guerra de Livonia. Actualmente existe en su interior un museo de historia de la capital.

### Toompea

Catedral de Alexander Nevski de Tallin.

La parte alta del casco antiguo esta claramente delimitada de la parte baja, de hecho hasta el siglo XVII solo poseía una entrada. Sobre la colina se ubican, entre otros ilustres edificios, el parlamento, la catedral de Alexander Nevski y la iglesia de la cúpula (Toomkirik) de los siglos XV y XVII, que da su nombre a la colina.
El parlamento de Estonia (Riigikogu), se ubica en el castillo de Toompea. Sus orígenes se encuentran en la primitiva fortaleza danesa de 1219 de la que ya poco queda, sí se conservan tres torres de un castillo posterior construido entre 1227 y 1229. La torre más famosa del complejo es la Pikk Hermann levantada en 1371 en la que ondea permanentemente la bandera nacional estonia. La fachada construida en el siglo XVIII es barroca y posee un característico tono rosado.
La Catedral de Alexander Nevski es una iglesia ortodoxa situada en la Ciudad Vieja de Tallin. Fue construida a partir de un diseño de Mijail Preobrazhensky en un típico estilo renacentista ruso, entre 1894 y 1900, durante el período en que el país formaba parte del Imperio ruso. Está dedicada a San Alejandro Nevski, que en 1242 ganó la batalla del Lago Peipus, en las aguas territoriales de la actual Estonia.

### Parque Kadriorg

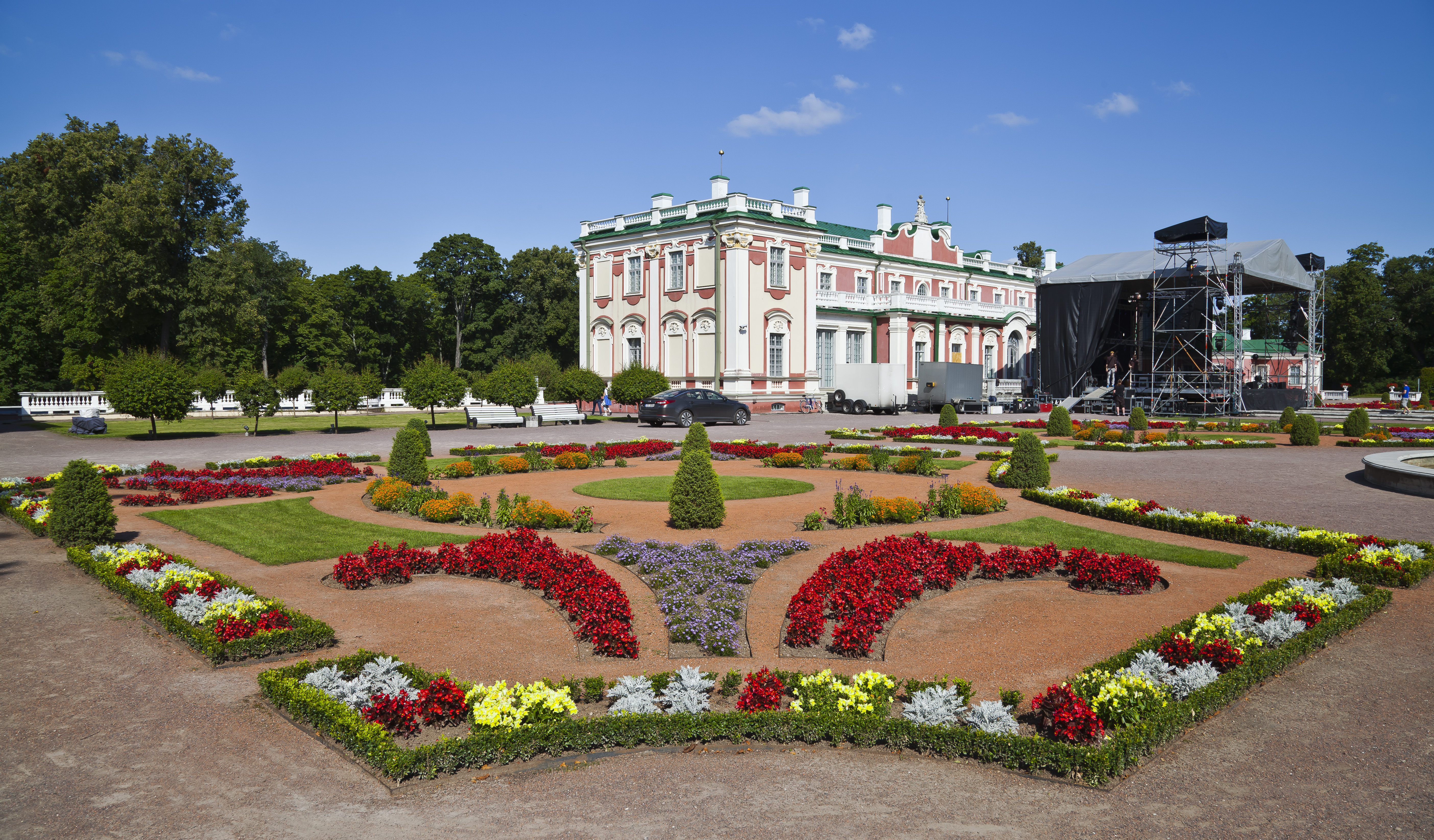
Palacio y jardines de Kadriorg.

A dos kilómetros al este del centro se encuentra el parque Kadriorg, donde se encuentra la residencia presidencial. El palacio Kadriorg levantado entre 1718 y 1736 además de albergar la casa del presidente de la república da cabida al museo de arte extranjero que expone de forma permanente una colección de pinturas alemanas, neerlandesas e italianas de los siglos XVII y XVIII. Detrás del palacio donde antiguamente estaban las cocinas se ha ubicado un pequeño museo que posee pinturas rusas y chinas, porcelanas e iconos del siglo XV.
El museo de arte moderno KUMU, inaugurado en 2006, también se halla en la zona. El edificio consta de siete plantas y alberga la mayor colección de arte de los países bálticos.

### Pirita
El distrito de Pirita está situado a dos kilómetros al noreste del centro de Tallin, en él se encuentran el palacio de Maarjamäe de estilo neogótico construido en 1870, en el que se exponen diversos objetos con los que se repasa la vida tallinesa de los siglos XIX y XX. Cerca del palacio se encuentra un monumento levantado en 1975 de estilo soviético que recuerda a los soldados caídos en la guerra.
Junto a la desembocadura del río Pirita se encuentra el Olümpikeskus, el centro que se construyó para albergar las regatas de los Juegos Olímpicos de Moscú 1980. Actualmente se celebran aquí regatas internacionales. Al otro lado del río se conservan unas ruinas que pertenecen a un antiguo convento gótico del siglo XV dedicado a Santa Brígida. Fue destruido en el año 1577 en el trascurso de la Guerra de Livonia.
Río arriba, la torre de televisión de 314 metros de altura fue también construida con ocasión de los Juegos. En 1975 se puso la primera piedra y el 11 de julio de 1980 fue inaugurada oficialmente. Desde su mirador panorámico situado a 170 metros de altura se puede llegar a divisar la costa finlandesa en días claros. En la base de la torre se pueden apreciar los impactos de bala provocados durante el intento de golpe de Estado soviético de 1991.

### Parques

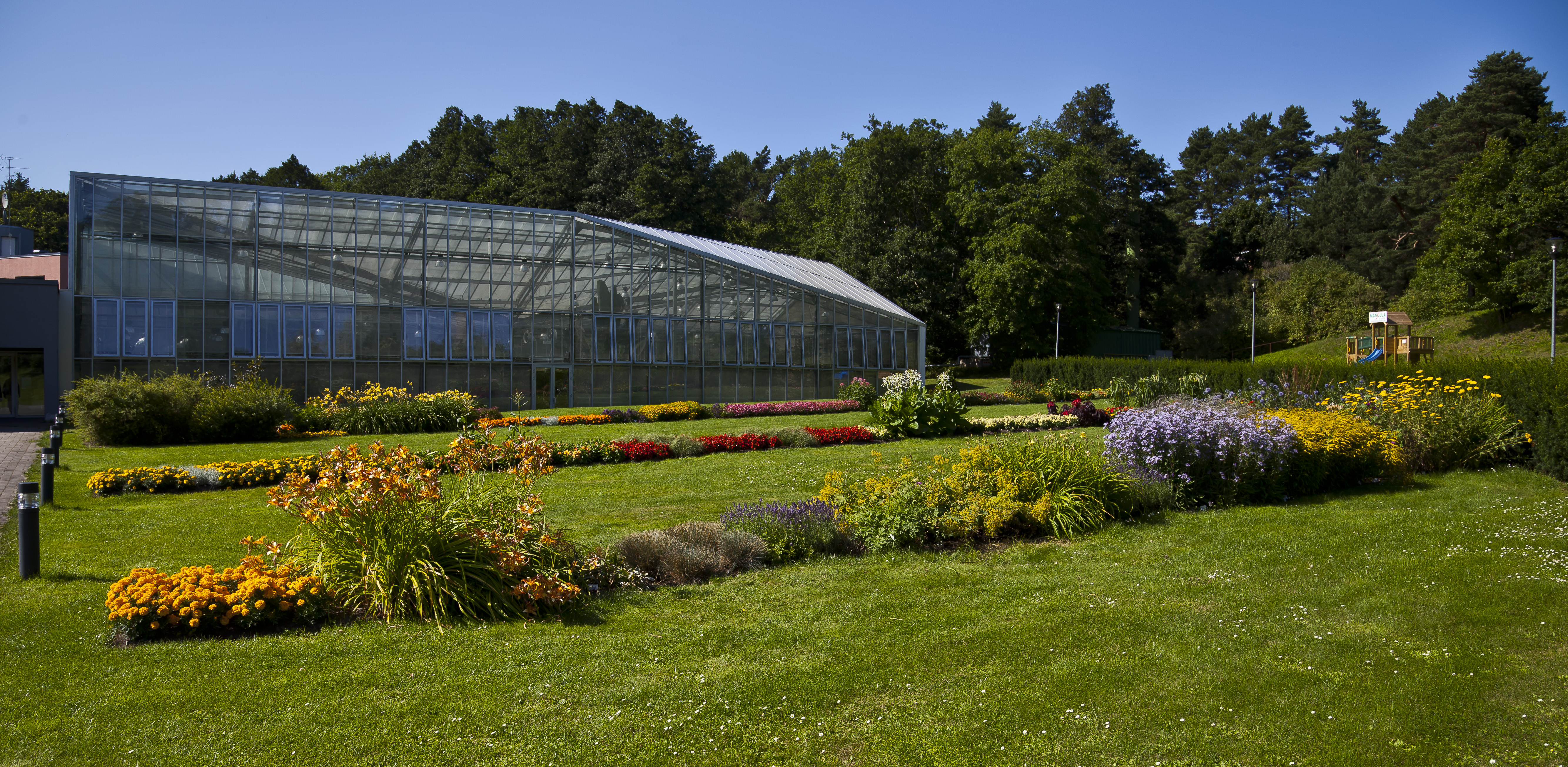
Jardín Botánico de Tallin.

La ciudad antigua se encuentra rodeada por un pequeño cinturón verde que antaño era un foso de defensa, del cual aún hay algunos restos. Al norte cerca de la puerta de Margarita la Gorda el monumento llamado la línea rota recuerda a los fallecidos en el hundimiento del ferry Estonia acaecido el 28 de septiembre de 1994. Al sur en el Hirvepark se ha erigido otro monumento, este en recuerdo de los estonios deportados durante la Segunda Guerra Mundial.
El parque de Kadriorg con cien hectáreas posee un frondoso arbolado en el que abundan los castaños y los robles, su creador fue el italiano Niccolo Michetti y en él se halla el ya mencionado palacio, del mismo nombre.
En la margen derecha del río Pírita está situado el jardín botánico de Tallin que ocupa 2.5 kilómetros y que contiene más de ochocientas especies de plantas.
El parque zoológico de Tallin situado al oeste de la ciudad cuenta con más de trescientas especies de animales, y la mayor concentración de cabras salvajes en cautiverio del mundo.

## Educación

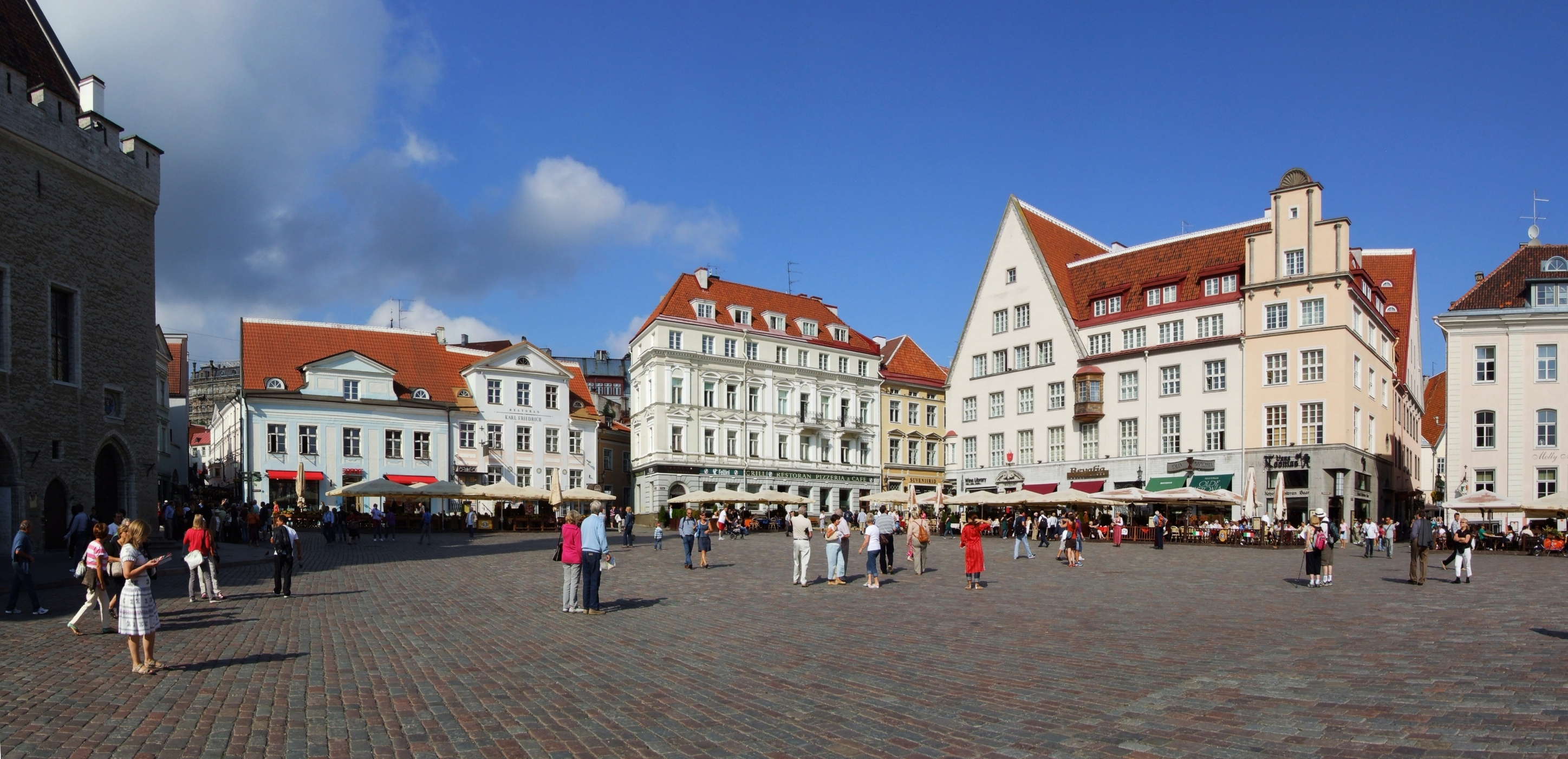
Plaza Mayor de Tallin

El sistema educativo estonio se estructura en los siguientes niveles; educación preescolar, primaria, secundaria, profesional y superior, además de la educación para adultos. La escolarización es obligatoria entre los 7 y los 17 años. Los encargados de la financiación de los centros educativos son los ayuntamientos y el Estado.
El año escolar comienza el 1 de septiembre y termina en junio. Para el curso 2007-2008 hay 85 centros educativos en Tallin, de las cuales 73 son públicos, 71 pertenecientes al ayuntamiento y 2 al Estado. Las 12 restantes son privados. Debido a que una parte importante de la población tiene el ruso como lengua materna existen centros educativos que imparten enseñanzas en este idioma. Así de las cuatro guarderías que existen en Tallin una de ellas enseña en ruso. De las doce escuelas primarias nueve son en idioma estonio y tres en ruso y de las 55 escuelas secundarias 33 son en estonio y 22 en ruso. En los centros de enseñanza de la capital había en 2007 5.490 docentes y 47.075 alumnos lo que representa el 21% del total del Estado.
Los tallineses dominan además del estonio, al menos otro idioma como segunda lengua, el ruso y el inglés son los más extendidos aunque también hay un significativo porcentaje de hablantes de finés y alemán.
La Universidad de Tallin (Tallinna Ülikool) se fundó en 2005. Tallin fue la última capital europea en poseer una universidad debido a la antigua y prestigiosa Universidad de Tartu (Tartu Ülikool) sobre la cual ha recaído históricamente la formación universitaria de los estonios. El número de estudiantes en 2007 fue de 7.815. La Universidad Técnica de Tallin (Tallinna Tehnikaülikool) fue fundada en 1918, en 2008 albergaba 13.263 alumnos. La Academia Estonia de Ciencias fundada en 1938, contaba en 2008 con 77 miembros, 58 de pleno derecho y 19 extranjeros.
Otras importantes instituciones educativas que tienen su sede en Tallin son; la Fundación Estonia de Ciencias, el Consejo de Investigación y desarrollo de Estonia, el Instituto de Tecnologías de la Información, la Academia Estonia de Música y Teatro, la Academia Estonia de Arte, la Academia Estonia de Defensa del Estado y el Instituto de Teología de la Iglesia Evangélica Luterana Estonia.

## Economía

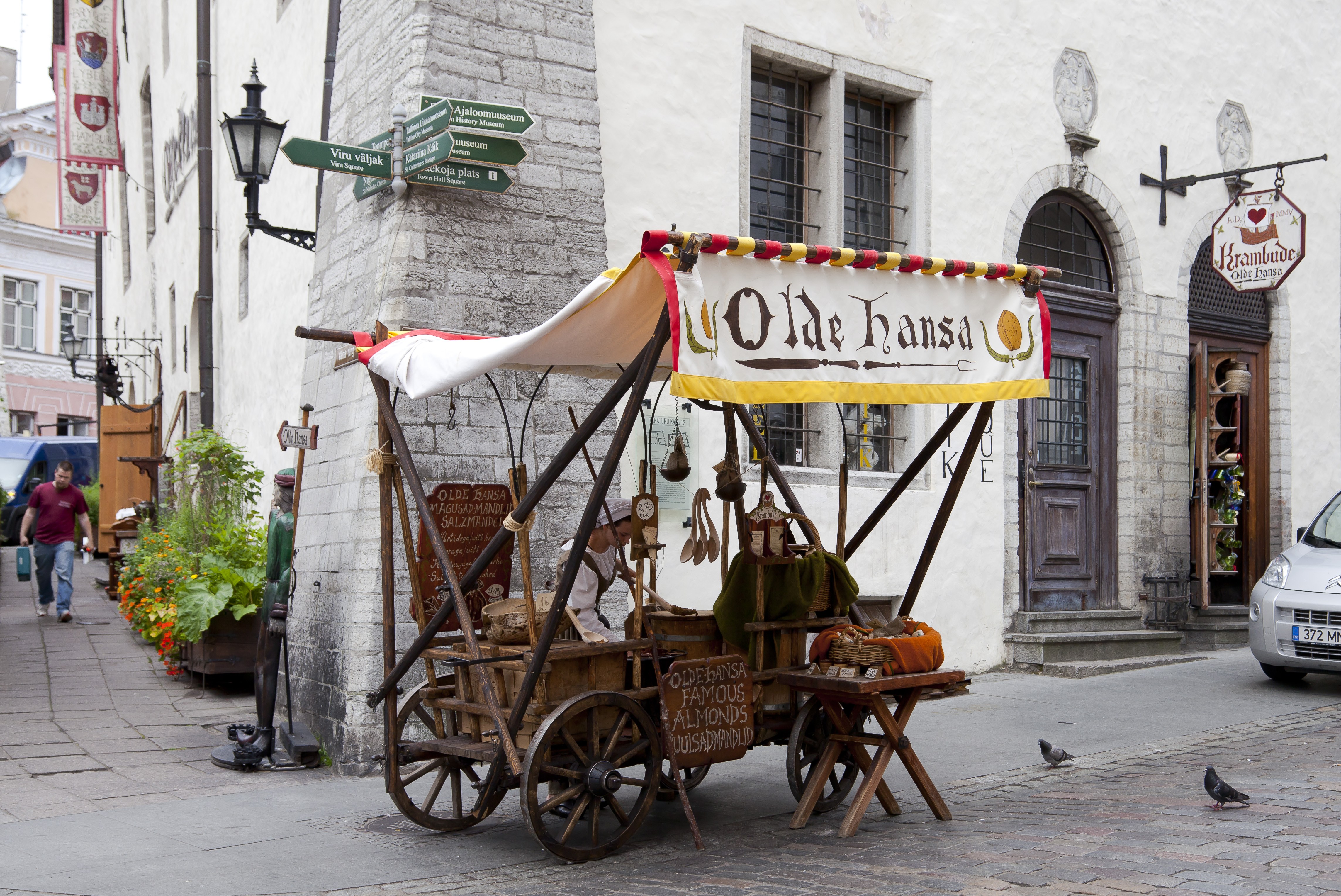
Puesto de almendras endulzadas, populares entre los turistas.

El crecimiento económico de Estonia se ha situado en los últimos años entre los más altos de Europa debido a los fondos europeos y a la inversión extranjera, de la que Tallin es receptora de entre un 80 y 90 por ciento. Tallin y su periferia es la zona más desarrollada de Estonia; solo el condado de Harju produce el 60.4 % del PIB de Estonia. La tasa de crecimiento del PIB per cápita en el condado de Harju fue del 62 % entre 2000 y 2004, el ingreso medio en este periodo ha sido de 702 835 euros, distanciándose significativamente del resto del país. La tasa de desempleo se situaba en 2006 en el 4.5%.
El puerto de Tallin está orientado principalmente al movimiento de pasajeros, aunque también existe tráfico de contenedores con una capacidad anual de 30 millones de toneladas anuales. El sector pesquero mantiene una pequeña flota de arrastreros que operan fuera de Tallin, principalmente en el mar Báltico, aunque su importancia se encuentra en disminución.
Aparte de la tradicional actividad portuaria que desde su fundación ha constituido una parte fundamental de la economía de Tallin, desde comienzos del siglo XXI el gobierno ha fomentado el desarrollo del sector de las nuevas tecnologías y de la información. Han llegado a denominar a Estonia como la Silicon Valley del Báltico, (la ciudad de Tallin está hermanada con el municipio de Los Gatos ubicado en esta región). Entre las empresas más conocidas de este sector destacan Skype, fundada en 2003, y Kazaa. La semilla de este gran crecimiento en el sector se encuentra en el Instituto de Cibernética fundado en el periodo soviético.
Sin embargo, los principales sectores económicos de la ciudad siguen siendo la industria textil y alimentaria, así como el sector servicios, que ha aumentado hasta convertirse en preponderante gracias al turismo y al sector financiero. Cabe destacar también la importancia económica de la actividad gubernamental debido a la ubicación en la ciudad de las principales instituciones del país. La Bolsa de Tallin, fundada en mayo de 1996, se integró en 2002 en la compañía OMHEX, con sede en Suecia y que controla además las bolsas de valores de Estocolmo, Helsinki, Riga y Vilna. El sistema bancario está controlado por empresas suecas que dan una total estabilidad y transparencia al sector estonio.
Como consecuencia de este crecimiento, la ciudad ha experimentado una transformación modernizadora que se refleja, por ejemplo, en la reforma del aeropuerto, la rehabilitación del centro histórico (que en la época soviética había sido abandonado en detrimento de los barrios de la periferia), y la apertura de innumerables negocios y modernos centros comerciales.
Cabe destacar la cooperación entre Tallin y Helsinki, que va en aumento desde la entrada en la Unión Europea y la creación de la eurorregión Helsinki-Tallin. Esta integración ha ayudado a crear crecimiento económico en ambas orillas del golfo de Finlandia. Mientras que Tallin recibe cada vez más visitantes de Helsinki, quienes buscan, entre otras cosas, sus bajos precios, sobre todo en productos con un alto porcentaje de impuestos en Finlandia, como el alcohol. La región de Harjumaa supone una fuente de mano de obra para la industria, la construcción y el sector servicios de la región finlandesa de Uusimaa. Este intercambio se ve favorecido por la proximidad cultural y lingüística.
La colaboración con Helsinki incluyen proyectos para una integración más fuerte, así el ayuntamiento de Tallin difunde conjuntamente con el de la capital finlandesa y el de San Petersburgo las estadísticas sobre sus respectivas ciudades. Helsinki posee además diversa infraestructura en la capital estonia, como la Escuela Finesa, la Agencia para el Desarrollo del Turismo y el Proyecto para el Desarrollo de las Pequeñas Empresas.

## Cultura

### Idioma
El estonio —que pertenece al grupo de las lenguas ugrofinesas y que está estrechamente relacionado con el finés— es el único oficial y de la mayoría de la población, si bien un tercio de los habitantes de la ciudad habla el ruso (entendido por la mayoría de la población),[cita requerida] y entienden el inglés y el finés.
En 2011 fue la primera ciudad estonia en ser la Capital Europea de la Cultura, junto a la ciudad finlandesa de Turku.

### Museos

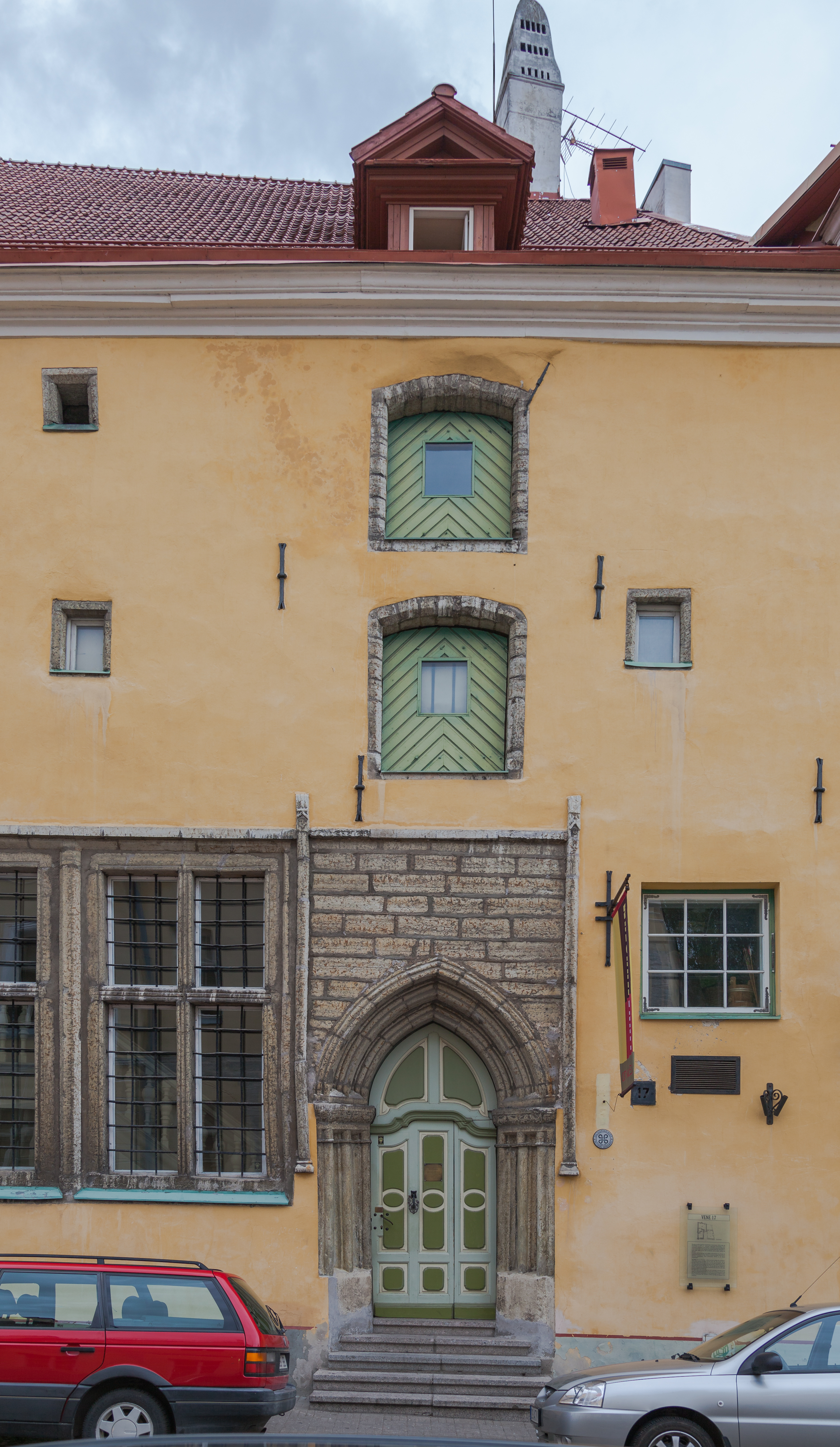
Museo de la Ciudad.

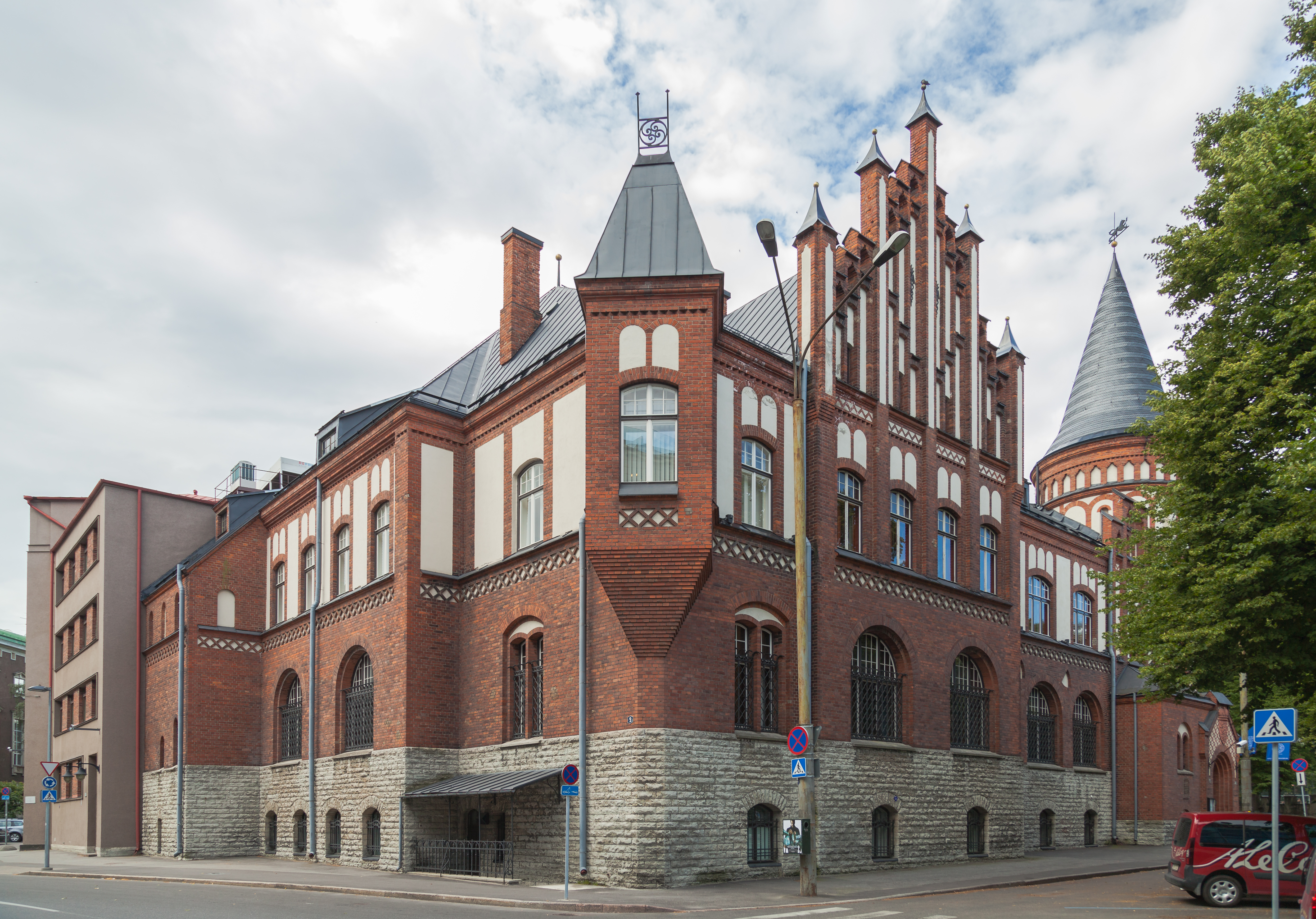
Museo del Banco Estonio.

En Tallin hay 30 museos de diversas temáticas, existen exposiciones sobre la historia de Estonia, su capital, sus campañas militares, etc. También hay muchas galerías de arte y exposiciones.
El Museo de Arte de Estonia (en estonio Kunstimuuseum), fue fundado en 1919 y alberga la mayor colección de arte de los países bálticos y una de las más importantes del norte de Europa. Actualmente posee cinco sucursales en Tallin, el Museo de Arte KUMU, el Museo de Arte Kadriorg, el Museo Niguliste, el Museo Adamson-Eric y la Casa museo Kristjan Raud.
Entre estas sedes destaca la que ocupa un moderno edificio diseñado por el arquitecto finlandés Pekka Vapaavuori, inaugurado en 2006. La exposición cuenta con obras desde el siglo XVIII en adelante incluyendo muestras de la corriente del socialismo real de la época soviética.
Otra sede destacada es la que ocupa uno de los edificios que componen el palacio de Kadriorg. Este está reservado para el arte extranjero de los siglos XVII y XVIII.
El Museo al Aire Libre de Estonia situado en Rocca al Mare, al oeste de Tallin. El museo, abierto en 1957, muestra la arquitectura tradicional estonia a través de la exposición de las más antiguas estructuras de madera del país. Incluyen granjas, molinos, un mesón, una escuela un parque de bomberos y una capilla.
El Museo Tammsaare, ubicado al este del parque Kadriorg, está dedicado a uno de los más importantes escritores estonios, Anton Hansen Tammsaare(1878 - 1940), ubicado de hecho en su última residencia, en él se muestra objetos y mobiliario típico de los años en que vivió este célebre estonio.
La Casa Museo Pedro el Grande ubicado en el parque Kadriorg se encuentra en la casa donde el zar Pedro I el Grande ocupaba en sus visitas a Tallin mientras era construido el palacio de Kadriorg. En él se muestran una colección de objetos de Pedro I y mobiliario del siglo XVIII.
El Museo de la Ciudad (Linnamuuseum), se encuentra en la calle Vene, en el centro histórico. Ocupa la antigua residencia medieval de un comerciante y en él se repasa la historia de la ciudad desde el siglo XIII hasta los años noventa a través de objetos y muebles de distintas épocas.
El Museo marítimo de Estonia, está situado en el bastión Margarita la Gorda, orientado a la historia marítima del país, en él se encuentran fotos, documentos, antiguos instrumentos de navegación, barcos en miniatura entre otros objetos.
El Museo de Historia de Estonia fundado en 1842 está situado en el palacio de Maarjamäe. Su ámbito se centra la historia del país durante los siglos XIX y XX.

### Artes escénicas

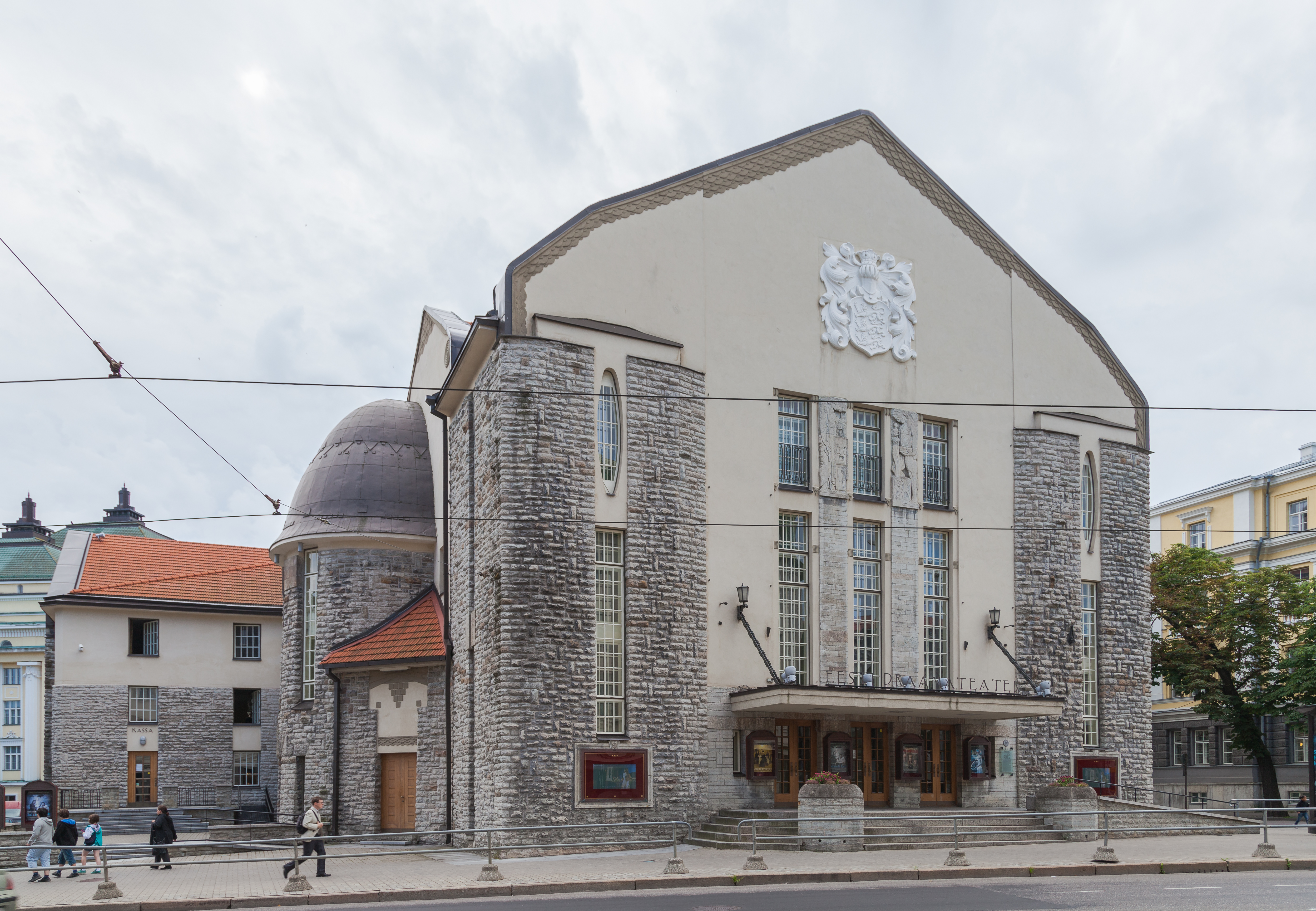
Teatro Dramático de Estonia.

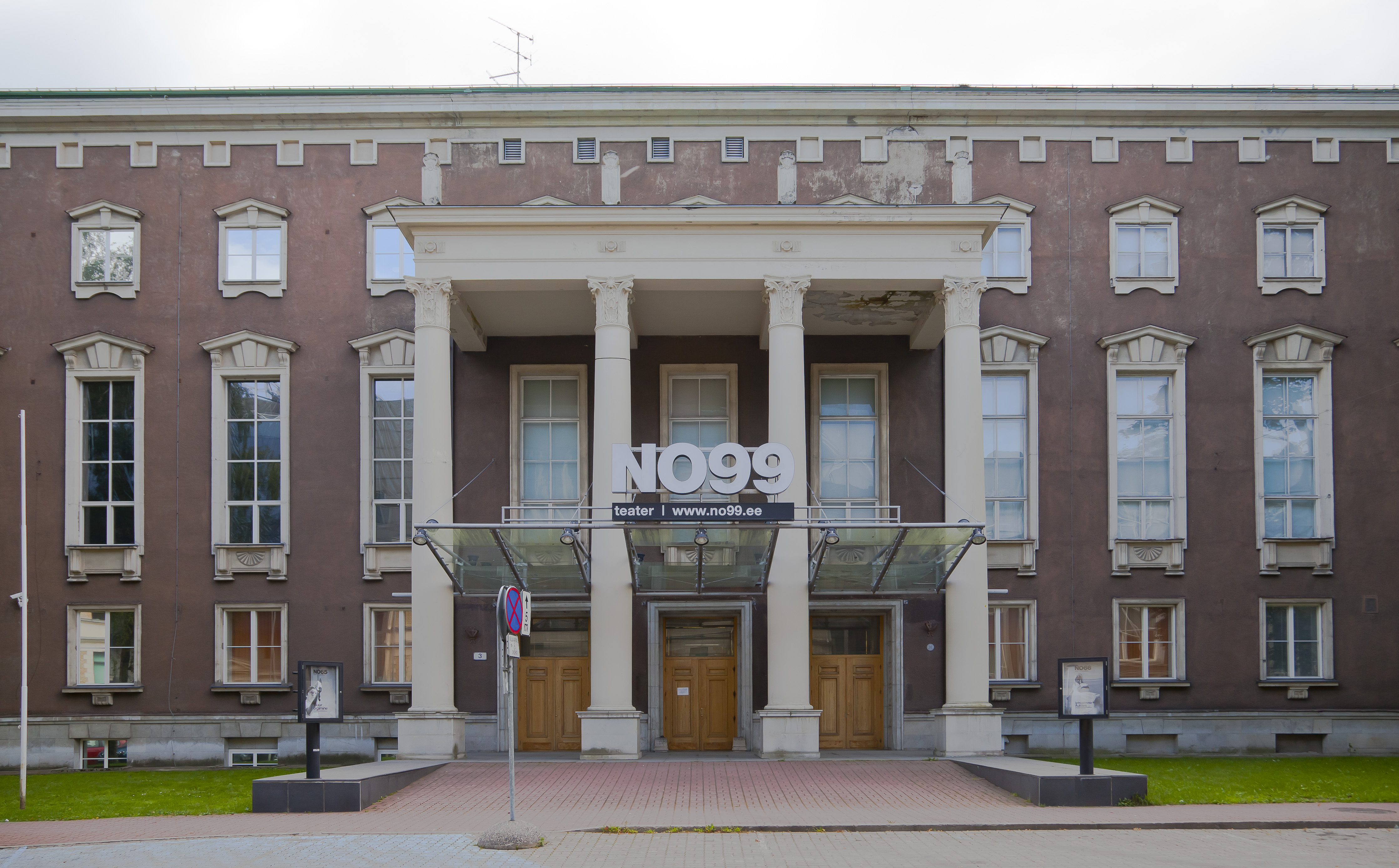
Teatro NO99.

En la ciudad se celebran numerosos festivales musicales: de jazz, de música barroca, de canto coral, etc. Tiene una gran sala de conciertos, el Saku suurhall, en el que se realizan algunos de estos festivales. Existen en la ciudad 10 teatros principales, de los cuales 5 son de propiedad estatal; suelen representarse actuaciones clásicas. Sin embargo, además de estos teatros principales, están surgiendo pequeños teatros y nuevos proyectos teatrales.
Cada cuatro años se celebra el festival de la canción de Estonia en el auditorio canto Tallin. Este festival se celebra desde 1869, año en que se realizó el primer festival en Tartu. En el año 1896 se trasladó a Tallin, donde en 1959 es construyó un anfiteatro descubierto que tiene capacidad para 50 000 asistentes.
El Teatro de Estonia está ubicado en dos edificios en Tallin, el teatro de la ópera y la sala de conciertos. La casa de la ópera fue diseñada en estilo modernista por los arquitectos finlandeses Armas Lindgren y Wivi Lönn e inaugurada en 1913. Durante los bombardeos soviéticos de 1944 sufrió graves daños por lo que se reconstruyó en tres años después siguiendo un estilo clásico estalinista. El edificio consta de tres partes dos grandes auditorios situados en cada ala del edificio y una nueva añadida en 2006. El edificio es la sede de la Ópera Nacional Estonia y la Orquesta Sinfónica Nacional de Estonia.

### Fiestas
Los días festivos de la ciudad, algunos de los cuales proceden de la tradición religiosa, coinciden básicamente con los festivos a nivel nacional. Se celebran el día de año nuevo, el 24 de febrero se conmemora el aniversario de la independencia de la República de Estonia acaecida en 1918, en 2008 se celebra en todo el país actos por el 90 aniversario. Entre marzo y mayo se celebran el Viernes Santo, la Pascua y el Pentecostés. El 1 de mayo se celebra el Kevadpüha, Día de la Primavera, la noche anterior la gente sale a festejar la llegada de esta estación en la fiesta llamada Jaaniõhtu. El 23 de junio es el Võidupüha, donde se conmemora la victoria en la batalla de Võnnu, que consolidó la independencia de Estonia amenazada por los baltogermanos. El 24 de junio se celebra el Jaanipäev, o la celebración del solsticio de verano, fiesta típica en Estonia de origen precristiano en la que se hacen hogueras y se realiza una comida familiar. El 20 de agosto se festeja el día de la recuperación de la independencia en 1991, después del periodo soviético. En diciembre se encuentran las fiestas típicas navideñas; la Nochebuena, día 24; la Navidad, día 25; y el 26, la Boxing Day, fiesta de origen anglosajón en la que se hacen regalos a los más desfavorecidos.

## Deportes

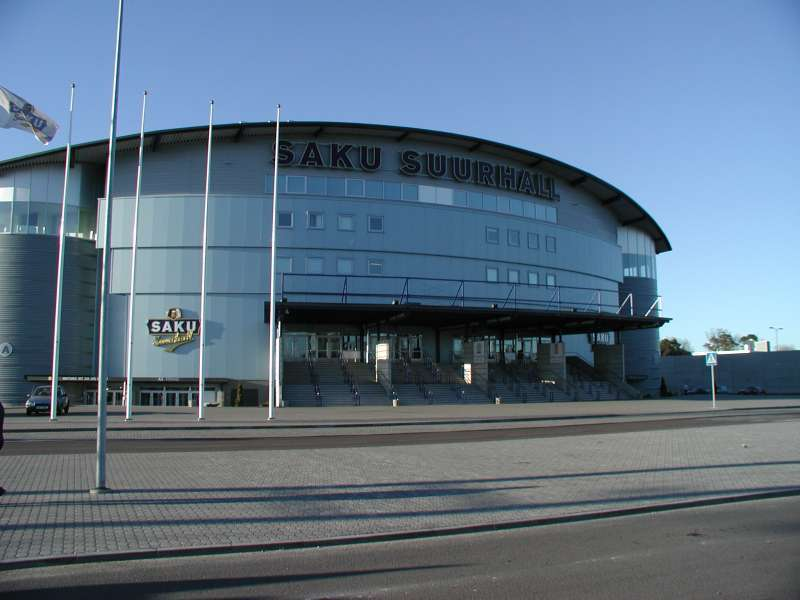
Saku Suurhall, pabellón sede del equipo de baloncesto Tallinna BC Kalev/Cramo, además es utilizado para conciertos, como el Festival de Eurovisión 2002

El evento deportivo más destacable de la capital estonia fue la celebración en sus aguas de las pruebas de vela de los Juegos Olímpicos de Moscú, en 1980. El centro olímpico de regatas, que se construyó para la ocasión organiza desde entonces acontecimientos internacionales de vela. Se crearon muchas construcciones para las olimpiadas, como por ejemplo el nuevo edificio del Ayuntamiento, el Hotel Olímpico, la Oficina Postal y el Centro de Regatas. Gracias a las olimpiadas, la bahía de Tallin, hasta entonces altamente contaminada, sufrió un gran cambio al iniciarse la depuración de las aguas fecales y residuos de la industria antes vertidas directamente al Mar Báltico.
La partida presupuestaría destinada al deporte por el ayuntamiento era de 10 285 euros en 2006, lo que suponía un 3.7 % del total. La ciudad posee instalaciones para múltiples deportes, repartidas por todos los distritos. La piscina de Kalev posee las medidas olímpicas. El Tallinna Spordihall, es un moderno pabellón cubierto donde se pueden practicar entre otros deportes, atletismo, tenis y baloncesto. El Nõmme Tennisekeskus, es el centro de tenis de Nõmme. El Tallinna BC Kalev/Cramo es el equipo de baloncesto más importante de la ciudad, su sede se encuentra en el Saku Suurhall, estadio donde también se celebra competiciones de hockey sobre hielo.
El A. Le Coq Arena, principal estadio de fútbol, es la sede del FC Flora Tallinn, y de la Selección Nacional de Fútbol. El Kalevi Keskstaadion, es el campo del JK Kalev Tallinn. Otros equipos de fútbol con sede en la capital son el FC Ajax Lasnamäe, el FC TVMK Tallinn y el FC Levadia Tallinn que aunque tiene su sede en Maardu juega sus partidos en Tallin.
Además desde 1989 se celebra anualmente el maratón de Tallin.

## Turismo

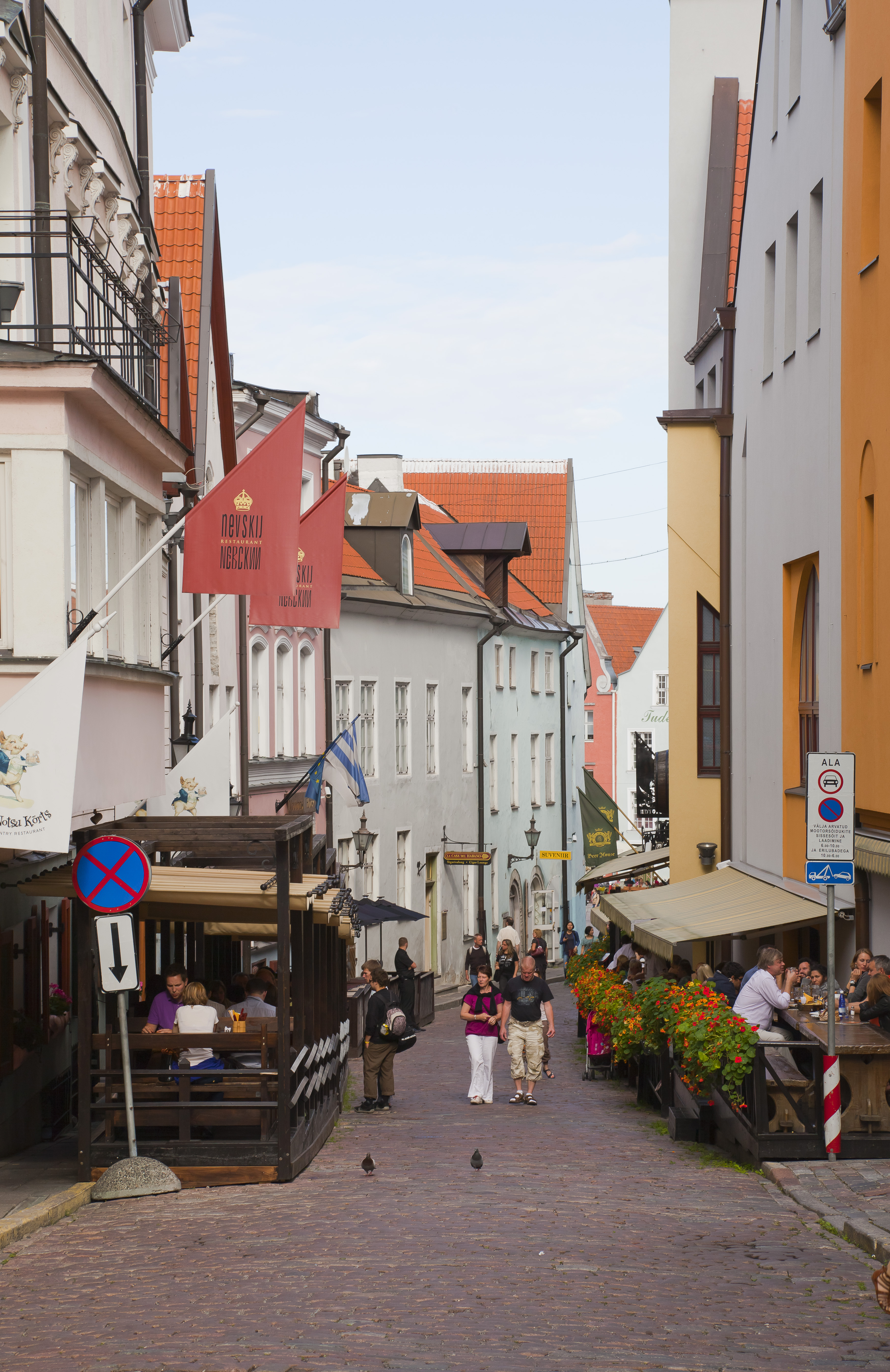
Calle Rataskaevu, una de las más visitadas por los turistas.

Tallin es la ciudad estonia que más visitantes recibe. En 2006 la visitaron 2.113.108 turistas, sin contar con los que llegan en viajes de solo un día, bien por medio de los ferris que enlazan con Helsinki, o bien por los cruceros que arriban a su puerto (en el año 2006 visitaron Tallin 311 000 personas por esta vía). Los turistas que pernoctan en la ciudad pasan en ella una media de 1.8 noches. La oferta hotelera contaba en 2006 con 12 058 camas y el gasto medio por habitación fue de 28.66 euros (605 coronas estonias). El 86.2 % de los turistas que visitaron Tallin en 2006 son extranjeros. El turismo nacional representó tan solo un 13.8 % aunque esta cifra supone casi el doble que en años anteriores. La época de mayor afluencia turística se concentra entre los meses de mayo a agosto, siendo julio el mes del año en que más visitantes llegan a la ciudad. Por procedencia son los finlandeses los que con diferencia más han visitado Tallin con un 34 % de las pernoctaciones, seguidos por británicos, suecos, alemanes, rusos y noruegos.
Tallin, la encantadora capital de Estonia, es conocida por su casco antiguo medieval, uno de los mejor conservados de Europa. Este laberinto de calles adoquinadas, casas coloridas y murallas antiguas te transporta a tiempos pasados, ofreciendo un deleite para los amantes de la historia y la arquitectura.
Paseo por el Casco Antiguo: Adéntrate en el casco antiguo, declarado Patrimonio de la Humanidad por la UNESCO. Maravíllate con su arquitectura medieval y los edificios históricos, como la majestuosa Catedral de Alexander Nevsky y el histórico Ayuntamiento de Tallin. Desde la colina de Toompea, disfruta de vistas panorámicas impresionantes de la ciudad.
Plaza del Ayuntamiento (Raekoja plats): Esta vibrante plaza es el corazón del casco antiguo, rodeada de edificios históricos y acogedoras cafeterías. Aquí se encuentra el imponente Ayuntamiento, el más antiguo de los países bálticos, y puedes disfrutar de eventos y mercados locales, especialmente durante la temporada navideña.
Además del casco antiguo, Tallin ofrece una variedad de atractivos y actividades para todos los gustos:
- Saunas y Balnearios: La tradición de las saunas es fundamental en Estonia, y Tallin no es una excepción. Sumérgete en una experiencia auténtica en uno de los muchos balnearios y saunas de la ciudad, que ofrecen desde total relajación hasta tratamientos de bienestar.
- Centros Comerciales: Para quienes buscan ir de compras, Tallin cuenta con modernos centros comerciales que albergan una amplia gama de tiendas, desde boutiques de diseño hasta grandes marcas internacionales.
- Senderismo y Bicicleta: Si eres un amante de la naturaleza y las actividades al aire libre, Tallin ofrece diversas rutas para senderismo y ciclismo, tanto dentro de la ciudad como en sus alrededores. Descubre paisajes hermosos y rincones escondidos de la región.
- Playas de Verano: Durante el verano, los distritos de Pirita y Haabersti son especialmente populares por sus playas. Aquí podrás relajarte junto al mar, disfrutar de actividades acuáticas y pasar tiempo al aire libre.

Los eventos culturales se suceden en verano. Ya desde abril el festival Jazzkaar se prolonga durante dos semanas, ofreciendo jazz internacional. El Tallinna Vanalinna päevad se celebra en junio en el casco antiguo, durante cuatro días en los que se recrea la época de la Edad Media mediante espectáculos, conciertos y actividades. El Oktoberfest estonio tiene lugar en julio en el Ollesummer (verano de la cerveza), en el que se celebra un festival de rock. En agosto la canción estonia tiene su sitio durante el Birgitta Festival. El Festival de Danza también se celebra en agosto. El Black Nights Film Festival, evento cinematográfico tallinés en el que se exponen películas de todo el mundo, se celebra entre noviembre y diciembre.
La gastronomía típica de la ciudad se basa en la carne, de cerdo, pollo, o de caza como el alce y el jabalí. Tienen su presencia también los productos del campo y el pescado, este último quizás menos de lo esperado en una ciudad costera. Así, se elaboran platos típicos como la carne con patatas, el cerdo con gelatina o el queso de enebro. El pescado más tradicionel es el espadín. El vana Tallinn, es un licor típico de la capital. Las cervezas Saku y A. Le Coq y el vodka son las bebidas nacionales. El chocolate de Kalev es desde 1806 un símbolo de la ciudad.

## Transporte

### Aéreo

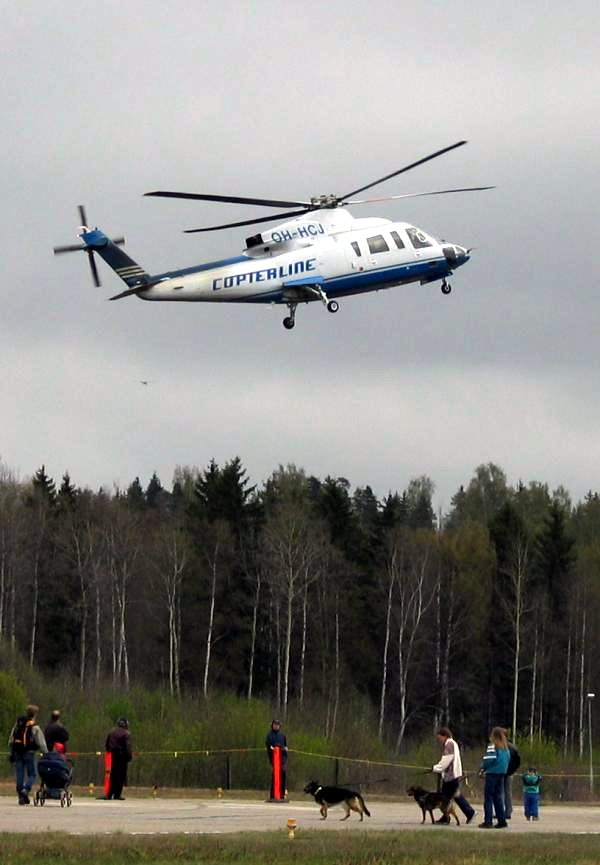
Helicóptero de la compañía Copterline saliendo del helipuerto de Helsinki hacia Tallin.

El aeropuerto de Tallin (también conocido como Ülemiste, por encontrarse junto al lago del mismo nombre) está situado aproximadamente a 4 km al sureste del centro de la ciudad y realiza conexiones regulares a varios aeropuertos de Europa, además de vuelos dentro de Estonia. Para adaptar el aeropuerto al incremento de pasajeros se llevó una amplia reforma y modernización; esta obra, comenzada en 2007 y finalizada en 2008, se llevó a cabo gracias a los fondos de la Unión Europea.
Para trasladarse del aeropuerto a la ciudad se cuenta con una línea de autobús, así como del servicio de taxis.
El número de pasajeros ha crecido de forma constante desde la independencia. Este crecimiento se ha acentuado desde la entrada de Estonia en la Unión Europea en 2004: si en 2003 el aeropuerto registró 715 859 pasajeros, en 2005 este número se había doblado llegando a los 1 401 059. Por otra parte, el 61 % de los viajes fueron por motivos de negocio, mientras que el turismo ocupó un 35 %.
Estonian Air es la principal compañía que opera en el aeropuerto, registrando el 43 % del transporte de pasajeros en 2007, seguida de lejos con un 10 % por la compañía Easyjet. Otras compañías son Aero Airlines, Czech Airlines, Air Baltic, KLM, Lufthansa, SAS, Norwegian y LOT.

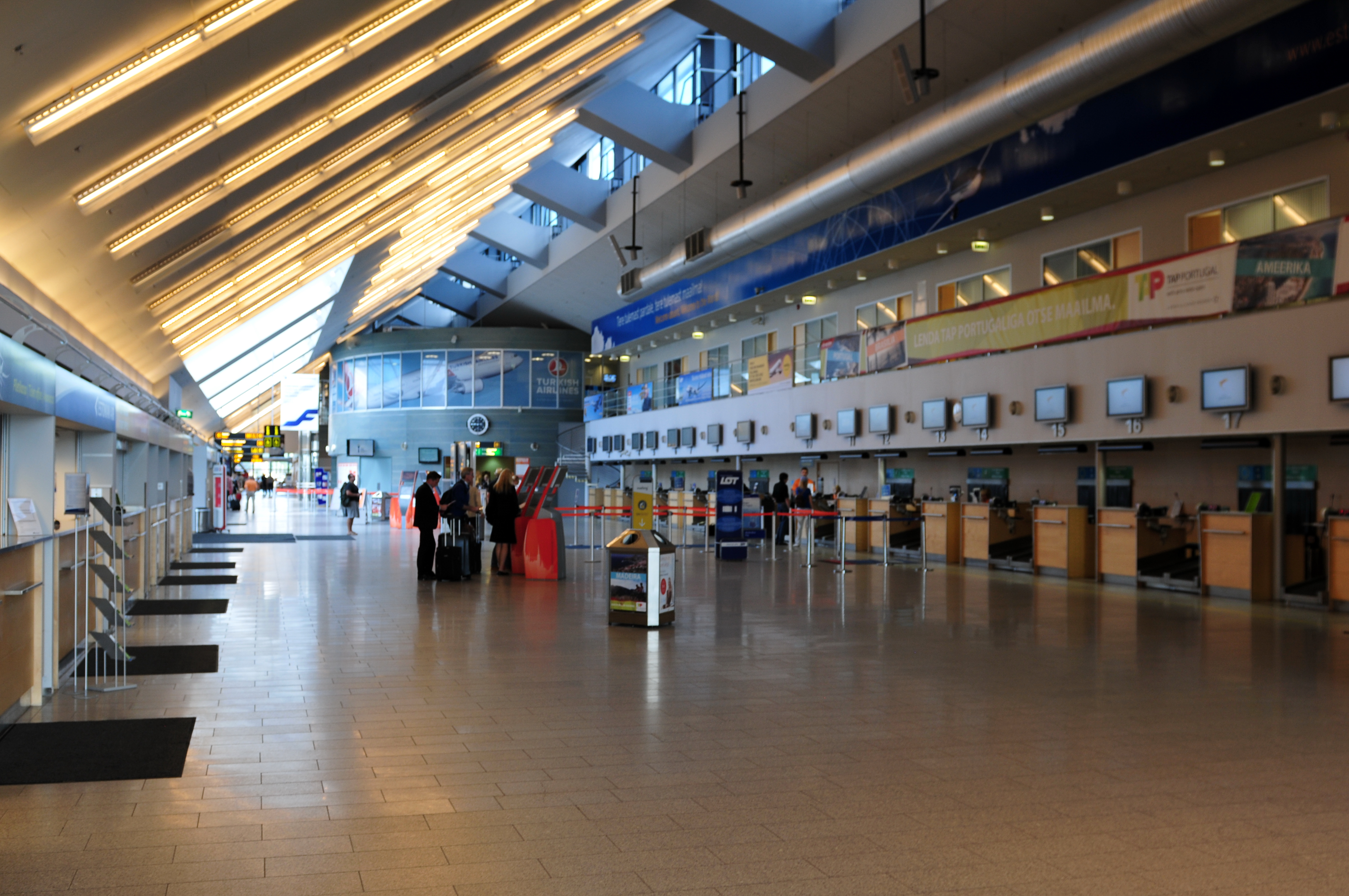
Aeropuerto de Tallin

Las conexiones del aeropuerto de Tallin son principalmente internacionales, el transporte de pasajeros hacia destinos nacionales solo supuso el 1.2 %. Las principales conexiones del aeropuerto de Tallin son con Londres y Helsinki que en 2007 registraron el 12 % de pasajeros cada una. Importantes son también los destinos nórdicos como Estocolmo, Copenhague y Oslo. Otros enlaces importantes son con aeropuertos centroeuropeos como Praga, Fráncfort del Meno, Ámsterdam, Berlín y Vilna. Los dos únicos enlaces nacionales son con los aeropuertos de Kuressaare y Kärdla, las capitales de las dos principales islas del país Saaremaa y Hiiumaa respectivamente.
También hay un servicio de helicóptero a Helsinki, cubierto por la compañía finlandesa Copterline, que se promociona como la conexión más rápida existente entre dos capitales nacionales. El helipuerto, llamado Linnahall, se encuentra situado junto al puerto, a cinco minutos del centro.
El único gran accidente aéreo lo protagonizó el 10 de agosto de 2005 un helicóptero que se precipitó al mar, cerca de la isla de Osmusaar, tres minutos después de salir de Tallin. Ninguno de los 14 ocupantes pudo ser rescatado con vida. Este accidente junto al descenso de pasajeros y múltiples problemas en otros helicópteros ocasionó la supresión de la ruta. En 2008 fue reabierta con una nueva flota.

### Terrestre
En la Tallin opera una vasta red de transportes compuesta por 63 líneas de autobuses, 4 de tranvías y 8 de trolebuses con rutas que abarcan todos los distritos.
La estación de trenes se encuentra situada en el centro de la ciudad al noroeste del casco antiguo. Desde la estación salen trenes internacionales, interregionales y regionales. La compañía Edelaraudtee mantiene conexiones ferroviarias a varias ciudades del país, como Tartu, Pärnu, Narva, Paldiski o Viljandi. Existe una única conexión internacional, gestionada por la compañía rusa GoRail, que conecta con Moscú. Los servicios hacia Riga y San Petersburgo se encuentran interrumpidos desde 2004.
Para 2013 se tiene prevista la finalización de la Rail Baltica, una línea de tren financiada por la Unión Europea que unirá Tallin con Varsovia. Como ampliación del proyecto se prevé la conexión de Berlín con Helsinki para lo que se está estudiando la posibilidad de la creación de un túnel entre Tallin y la capital finlandesa.
La compañía AS se encarga de los recorridos por el condado de Harju, existen múltiples enlaces con los barrios y ciudades periféricas de Tallin. El primer servicio de tren electrificado de Tallin fue inaugurado en 1924 y cubría los 11.2 km que existen entre la capital y Pääsküla. La flota de trenes está compuesta por antiguas EMU de fabricación soviética y nuevas unidades. Para 2012 la empresa Elektriraudtee tiene previsto haber renovado todos sus trenes.

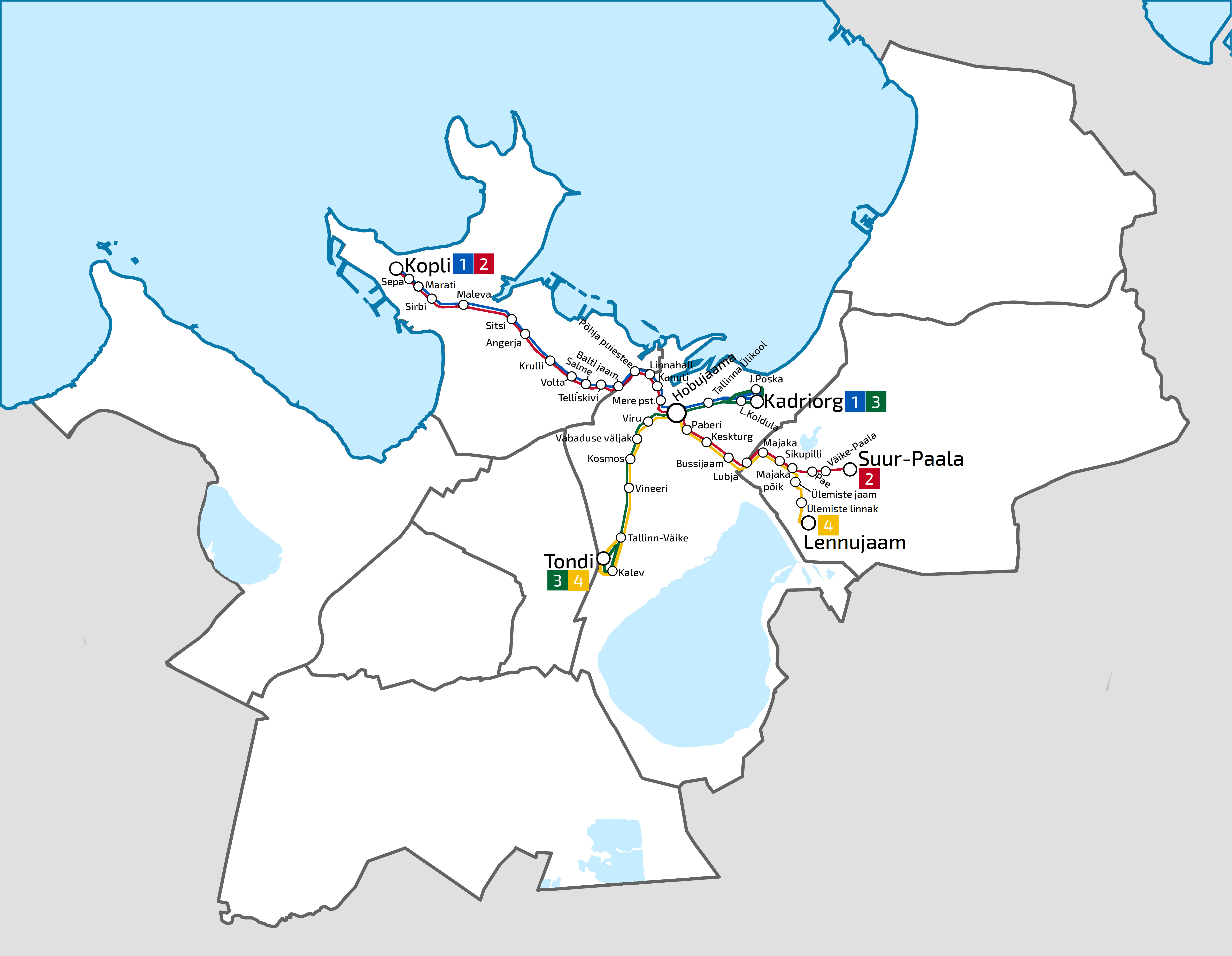
Rutas del tranvía de Tallin.

La estación de autobuses central se encuentra a dos kilómetros al sureste del casco antiguo. Existen servicios internacionales que conectan Tallin con la mayoría de países europeos, las dos principales compañías que cubren estas rutas son Eurolines y Ecolines. Los servicios interregionales conectan Tallin con las ciudades estonias más importantes: Haapsalu, Kärdla, Kuressaare, Narva, Pärnu, Tartu y Võru. Los autobuses a nivel regional están dirigidos por la Harjumaa Ühistranspordikeskus (HÜTK) (Centro de Transporte Público del Condado de Harju), quien posee 50 rutas que recorren todo el condado.
La red de autobuses urbanos está gestionada por dos empresas, Tallinna Autobussikoondis (Compañía de Autobuses de Tallin) y MRP Linna Liinid, que están coordinadas a través de la Tallinna Transpordiamet (Departamento de Transportes de Tallin), quien regula las tarifas y horarios. El eje transversal de la red es la que va desde Pirita a Nõmme, o sea, las zonas oriental, central y meridional, ya que son éstas las que carecen de otros medios de transporte urbano como el tranvía o el trolebús.
Los tranvías prestan servicio por el casco antiguo y sus alrededores, posee cuatro líneas y dos tipos de tranvía, los Tatra KT4 y KT6. Prácticamente toda la red de trolebuses se concentra al oeste de Tallin en los distritos de Mustamäe y Haabersti.
La autopista Vía Báltica (que forma parte de la ruta europea E67 que va desde Praga hasta Helsinki) conecta Tallin con la frontera lituano-polaca a través de Letonia.
Desde el 1 de enero de 2013, el transporte público es totalmente gratuito, por lo que se convirtió en la primera capital europea en adoptar este servicio.

### Marítimo

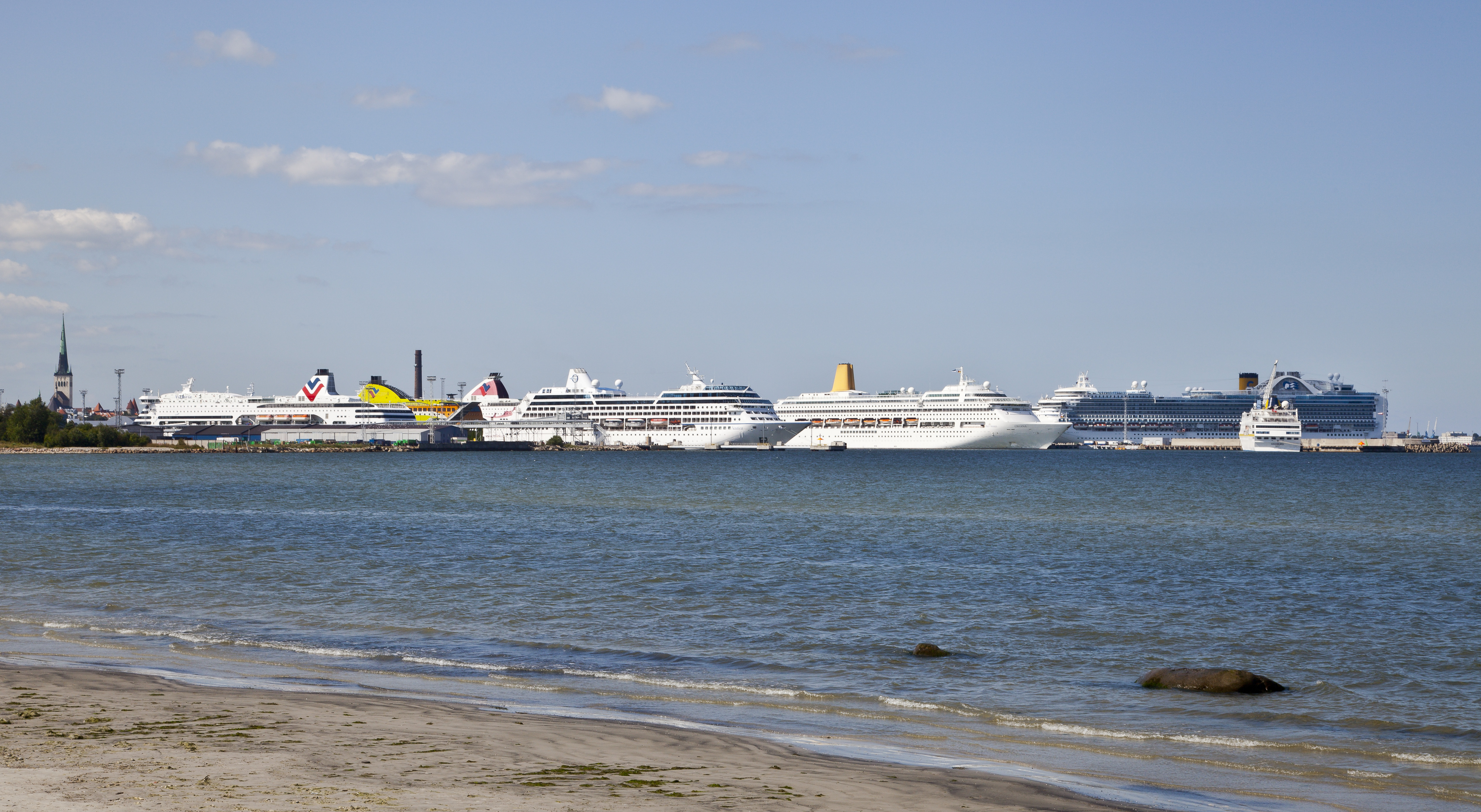
Puerto de Tallin.

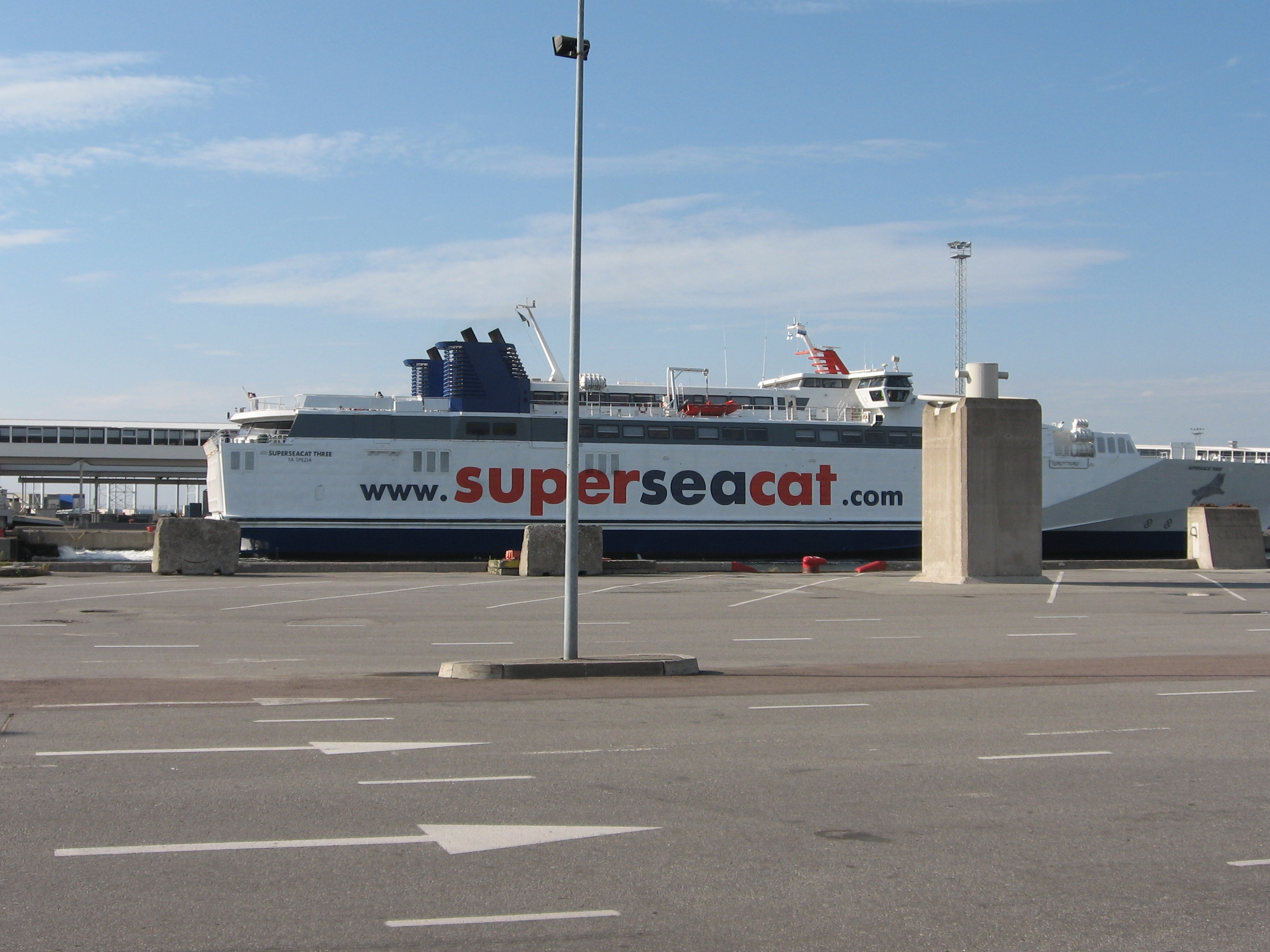
Super SeaCat ferri Tallin-Helsinki.

La terminal marítima de pasajeros, se encuentra en el centro del puerto. La conexión por ferri más popular de Tallin, con más de dos millones de pasajeros al año, es la que cubre los 80 kilómetros que la separan de Helsinki. El tiempo estimado de entre las dos capitales varía según el transporte, en ferry-crucero el trayecto es de tres horas y media. Desde mayo a octubre se ponen en funcionamiento además los hidroplanos que recorren el tramo en una hora y veinte minutos. Las empresas que recorren esta ruta son, Viking Line, SuperSeaCat, Linda Line Express, Tallink, Eckerö Line y Nordic Jet Line. Estos ferris son utilizados frecuentemente por ciudadanos finlandeses para viajar a Tallin para realizar compras. Por ejemplo, los precios de las bebidas alcohólicas en Estonia son mucho más bajos que en Finlandia, que ha gravado estos productos con altos impuestos. Por esta razón, muchos finlandeses hacen viajes de un día para comprar bebidas alcohólicas y productos de salud que no son cubiertos por los servicios sociales de aquel país (como por ejemplo, gafas).
Además existe un ferri de la compañía Tallink que conecta con Mariehamn, capital de las islas Åland.
Tallink opera en otras rutas como las que llegan a Rostock y Estocolmo, está última ruta es tristemente recordada por el hundimiento en 1994 del ferri-crucero M/S Estonia en la que perecieron 852 personas. El ferri entre Tallin y San Petersburgo se encuentra suspendido.
Además la compañía Linda Line pone en servicio una línea de ferri que va a la isla Aegna. Esta isla, perteneciente al municipio de Tallin, no alberga a muchos residentes, por lo que la ruta se abre en verano solo para transportar a los turistas que la visitan.

## Ciudades hermanadas
Tallin participa en múltiples programas de cooperación entre ciudades, entre ellas Eurocities o la Moderna Liga de Ciudades de la Hansa. Además, tiene acuerdos de hermanamiento con las siguientes ciudades:
| - Dartford, Reino Unido. - Los Gatos, Estados Unidos. - Schwerin, Alemania, desde 1992. - Kiel, Alemania, desde 1992. - Gante, Bélgica, desde 1982. - Gotemburgo, Suecia - Malmö, Suecia, desde 1989. - Riga, Letonia. - Annapolis, Estados Unidos. - Groninga, Países Bajos, desde 1993. - Łomża, Polonia. | - Gdansk, Polonia. - Gdynia, Polonia. - Białystok, Polonia. - San Petersburgo, Rusia, desde 1999. - Venecia, Italia - Kotka, Finlandia - Moscú, Rusia - Vilna, Lituania - Estocolmo, Suecia - Buenos Aires, Argentina - Carcassonne, Francia |

| Predecesor: Essen Estambul Pécs | Capital Europea de la Cultura junto con Turku 2011 | Sucesor: Maribor Guimaraes |